# テイエムオペラオー
テイエムオペラオー（欧字名:T.M. Opera O、1996年3月13日 - 2018年5月17日）は、日本の競走馬・種牡馬。
1998年に中央競馬でデビュー。1999年のクラシック三冠戦線においてアドマイヤベガ、ナリタトップロードと共に「三強」を形成し、三冠競走初戦・皐月賞を制するなどしてJRA賞最優秀4歳牡馬に選出。2000年には「一強」状態となってシーズンを踏破し、天皇賞（春）、宝塚記念、天皇賞（秋）、ジャパンカップ、有馬記念を含む年間8戦全勝、年間記録として史上最多のGI競走5勝という成績を挙げ、年度代表馬と最優秀5歳以上牡馬に満票で選出された。2001年には天皇賞（春）を連覇してGI勝利数を当時最多タイ記録の「7」とし、同年末に競走馬を引退。和田竜二が全戦で騎乗し、通算26戦14勝。総獲得賞金額18億3518万9000円は、2017年まで世界最高記録であった。20世紀末に活躍したことから、漫画『北斗の拳』の登場人物・ラオウになぞらえ「世紀末覇王」とも称された。2004年に日本中央競馬会の顕彰馬に選出。2000年の年間全勝・年間GI競争5勝という記録は今後達成されるのは極めて困難とされることから、日本競馬史上最強馬の一頭と評されることが多い。

## 経歴

### 生い立ち
1996年、北海道浦河郡浦河町の杵臼牧場に生まれる。父・オペラハウスは競走馬時代にヨーロッパ各国と北米で走り、18戦8勝。それぞれG1競走のキングジョージ6世&クイーンエリザベスステークス、エクリプスステークス、コロネーションカップなどを制して1993年には全欧の古馬チャンピオンに選ばれ、1994年に種牡馬として日本に輸入された。母ワンスウェドはアメリカ産馬で競走馬時代は不出走。1987年に上場された繁殖牝馬セールにおいて、杵臼牧場主の鎌田信一に1万5000ドルで購買され、これも日本に輸入されていた。ワンスウェドの父・ブラッシンググルームはこのセールから2年後の1989年にイギリス・アイルランドのリーディングサイアー（首位種牡馬）となるが、当時は日本での注目度はまだ低く、鎌田はむしろその評価が定まっていないところに興味を抱いていた。
ワンスウェドの初年度産駒・チャンネルフォーは中央競馬で4勝を挙げてオープンクラスまで昇り、重賞でもCBC賞（GII）2着、阪急杯（GIII）3着などの実績を残した。他にもワンスウェドの各産駒は堅実に勝ち上がったが、チャンネルフォーも含めて短距離傾向が強い特徴があった。鎌田はワンスウェドからより上のクラスで活躍する馬の誕生を期して、「距離の補強」が期待できる種牡馬を探し、選ばれたのが長距離実績のあったオペラハウスであった。
誕生した本馬を見た鎌田は、丈夫そうで馬体のバランスが良いと感じたものの、強い印象は持たなかった。出生から10日ほどして、後にそれぞれ馬主、調教師となる竹園正繼と岩元市三が牧場を訪れる。引き出された7頭ほどの中から、竹園は本馬をひと目で気に入り、購買を申し出る。オペラハウス産駒には市場取引義務があり、競り市で落札する必要があることを鎌田が告げると、竹園は「絶対に俺が競り落とすから、この馬を他の人に見せちゃ駄目だよ。これは絶対オープンまで行くよ。重賞も取れるかもしれないよ」と話した。竹園は後に「馬体を見た瞬間にいっぺんで惚れこみました。腰が大きく、骨がしっかりしていて、繋も柔らかい。自分なりのチェックポイントを全てクリアしていたうえ、なにか垢抜けた雰囲気があった。もちろんその時はこれほどの馬になるとは思わなかったけど、この馬なら故障の心配はないなと思ったことはよく覚えています」と、その印象を振り返っている。岩元は「そんなに強烈な印象は受けなかった」としている。
| 竹園正繼（2010年） |  | 岩元市三（2010年） |
| 竹園正繼（2010年） |  | 岩元市三（2010年） |

1997年10月、静内で開かれた北海道10月市場に上場され、開始と同時に竹園がコールした1000万円で落札されたのち岩元と提携していた賀張共同育成センターで馴致・育成に入る。同センター代表の槇本一雄は、それまで本馬を見た各人と同様に馬体のバランスの良さを感じたが、当初は「中の上」という程度の評価を下していた。若駒がみせるバランスの良さは、それ以上成長の余地がないことと表裏一体という危惧もあったためである。しかし育成が進むにつれて、バランスの良さを保ったまま成長を続ける様子を見て評価を改め、岩元との連絡のたびに「この馬はすごく良い」と伝えるようになっていた。
1998年5月、競走馬名「テイエムオペラオー」と名付けられ、滋賀県・栗東トレーニングセンターの岩元厩舎に入る。馬名は竹園が経営する会社名からとった冠名「テイエム」、父オペラハウスから「オペラ」、サラブレッドの王に、という願いを込めた「オー」の組み合わせである。当初テイエムオペラオーにさほどの印象を持たなかった岩元も調教が進むにつれて動きの良さに期待を高め、特にデビュー戦前に行われた最終調教では、そのタイムの優秀さに「よその厩舎は知らないが、うちの厩舎ではこんな馬は見たことがない」と舌を巻いた。一方、全戦で騎手を務めることになる当時3年目の和田竜二は「まあ普通の3歳馬っていう感じでしたね。名前そのまんまって……。まだGI級の馬になんか乗ったことがなかったんで、これがGI馬の乗り味か、なんてわからなかったしね」と振り返っている。また、厩務員課程を修了し岩元厩舎に入ったばかりだった調教厩務員の原口政也も「印象は特に覚えていない」といい、同じオペラハウス産駒に前年の東京優駿（日本ダービー）で5着に入ったミツルリュウホウがいたことから、ベテランの調教助手から「あんちゃんの馬もミツルリュウホウぐらい走ってくれたらええな」と声を掛けられ、漠然と「そうなってくれればいいな」と思った程度だったという。

### 戦績

#### デビューから皐月賞制覇まで

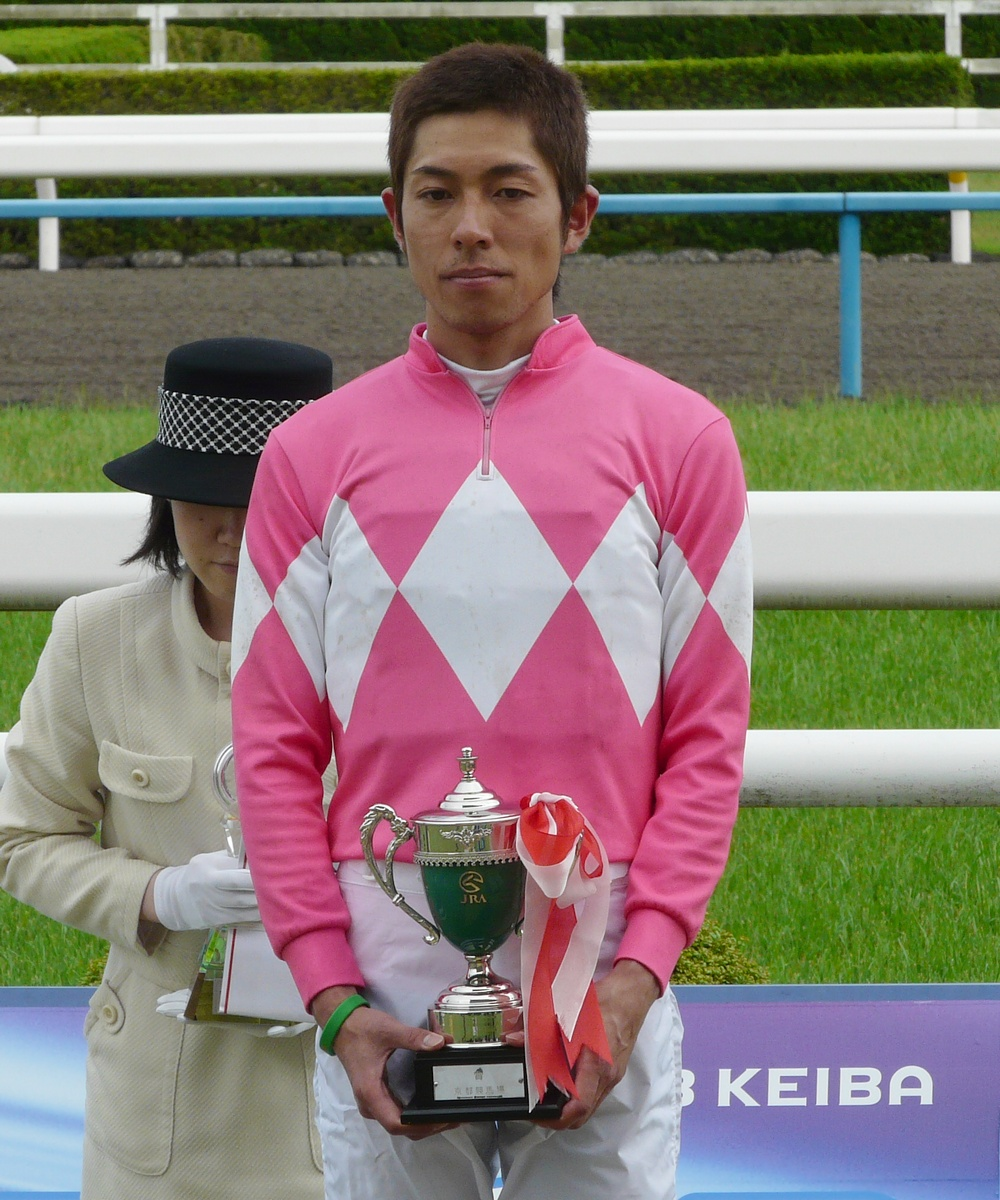
和田竜二（2011年）

8月15日、京都競馬場で行われた3歳新馬戦（芝1600m）でデビュー。調教内容の良さもあり単勝オッズ1.5倍の1番人気に支持された。しかし、スタートが切られると和田が絶えず手綱を押すなど追走に苦労する様子をみせ、最後の直線では2番人気のクラシックステージに突き離され、同馬から6馬身差の2着となった。レース終了後には歩様に乱れがあったことから脚部のレントゲン撮影が行われ、右後肢下腿骨々折の診断が下された。症状としては軽く、治療のため賀張共同育成センターに戻され休養に入る。12月には帰厩し、翌年1月16日には2走目の4歳未勝利戦 （ダート1400m）に出走したが、休養明けの調整途上もあり4着となる。2月6日には市場取引馬・抽せん馬限定の4歳未勝利戦（ダート1800m）に出走、単勝オッズ1.8倍の1番人気となると、最後の直線で和田がほとんど追うこともないまま2着に5馬身差をつけて初勝利を挙げた。2月27日に出走したゆきやなぎ賞から芝コースのレースに戻り、最後の直線ではゴール前が一団となった中から4分の3馬身抜け出して勝利。3月28日にはGIII競走の毎日杯で重賞に初出走、低調なメンバー構成とされた中でも3番人気の評価であったが、2着タガノブライアンに4馬身差をつけての重賞初勝利を挙げた。当日は良馬場だったものの馬場は荒れており、そのうえで2着を4馬身突き離した脚力を、岩元、和田ともに称賛した。これはオペラハウス産駒の重賞初勝利ともなった。
毎日杯の勝利で賞金を加算したテイエムオペラオーは、4歳クラシック三冠初戦・皐月賞への出走が獲得賞金上は可能となったが、ひとつの問題があった。初戦後に判明した骨折による休養から戻ってきた際、「皐月賞には間に合わない」と判断した岩元は、同競走への第2回登録を行っていなかったのである。このためテイエムオペラオーは皐月賞への出走権をもたず、二冠目の日本ダービーから出走可能となっていた。こうしたケースの救済措置として「追加登録」という制度が設けられていたが、通常の第2回登録費用が3万円であるのに対し、200万円と高額な費用を要した。毎日杯の好内容とテイエムオペラオーの更なる良化に岩元は見込み違いを反省し、竹園に皐月賞出走を掛け合う。竹園は当初「青葉賞からダービーを狙えばいい」と相手にしなかったが、岩元が「登録料の半分を自分が負担してもいいから」と説得すると最終的にはこれを受け入れ、テイエムオペラオーは追加登録料200万円を支払い皐月賞へ出走することになった。なお毎日杯から数日後の杵臼牧場に、追加登録制度設置のきっかけになったとされるオグリキャップの調教師であった瀬戸口勉から電話があり、「毎日杯であんなに強い勝ち方をした馬はいないよ。あれは強い。皐月賞でも面白いよ」と話した。まだ追加登録が行われていなかった段階で、瀬戸口は「制度を利用すべきだ」という考えを伝えたかったが同業の岩元に言うのは僭越だと感じ、遠回しに牧場へ伝えたものだったという。
4月18日の皐月賞は、雨中での開催となった。当日1番人気となったアドマイヤベガは調教不順が伝えられていたが、父が当時のリーディングサイアーであったサンデーサイレンス、母は二冠牝馬ベガという「超良血馬」として早くから注目され、前年末にはラジオたんぱ杯3歳ステークスを好内容で勝利、本競走への前哨戦・弥生賞では2着と敗れたものの、直線では鋭い脚力をみせていた。弥生賞で同馬を破った重賞連勝中のナリタトップロードが2番人気。両馬のオッズは2.7倍対3.3倍と、事実上一騎打ちのようにみられていた。テイエムオペラオーはトップクラスとの対戦経験がないとみられたこと、過去毎日杯からの出走組に皐月賞での実績が乏しかったことなどもあり、オッズ11倍の5番人気となった。スタートが切られると、ナリタトップロードが中団、アドマイヤベガが後方、テイエムオペラオーはさらにその後ろに位置した。テイエムオペラオーの位置は戦前の想定より後方になったが、これは2ハロン目（200～400メートル区間）のタイムが10秒4と全体のペースが急激に早くなり、置かれた形となったことも影響していた。第3コーナーから各馬は先行勢をとらえに動いたが、テイエムオペラオーは追い出した時点ではまだ後方におり、竹園は「ああ。だめだ。負けた」と声をあげた。岩元も「何を考えて乗っているのか」と舌打ちし、勝利を諦めていた。しかし最後の直線残り100メートルほどからテイエムオペラオーは一気に差を詰め、先頭のオースミブライトをゴール寸前でクビ差とらえて勝利。GI初制覇を果たした。3着にナリタトップロードが入り、アドマイヤベガは6着となった。
テイエムオペラオーのみならず、竹園、岩元、和田、杵臼牧場の全員にとって、これが初めてのGI制覇であった。また、クラシック追加登録を行った馬の勝利も、制度開始以来のべ30頭目で初めての例となった。和田は競走後、「毎日杯でみせた末脚を信じて、じっくり構えて直線勝負に賭けたのが正解でした。道中は外に振られないようにだけ気を付け、徐々に上がっていこうと思っていたので、ほぼ理想通り」などと感想を述べ、また前週の桜花賞で競馬学校同期の福永祐一がGI初制覇を遂げていたことにも触れ、「自分たちの世代に流れが来ていることを信じて、発奮したのが良かったかもしれません。ダービーでも乗り役の方が負けないように、自信をもって乗りたい」と語った。岩元は「ゴール前では届かないようだったのに、本当によく走ってくれた」とテイエムオペラオーを労い、また「結果として、和田の落ち着いた騎乗が勝利につながった。ダービーで注文を付けることは何もない。テイエムトップダンで乗った経験があるから大丈夫やろう。僕は下手くそなジョッキーやった。それに比べたら、あいつの方がはるかに上手いわ」と、和田の騎乗を称えた。

#### 勝ちきれないレース

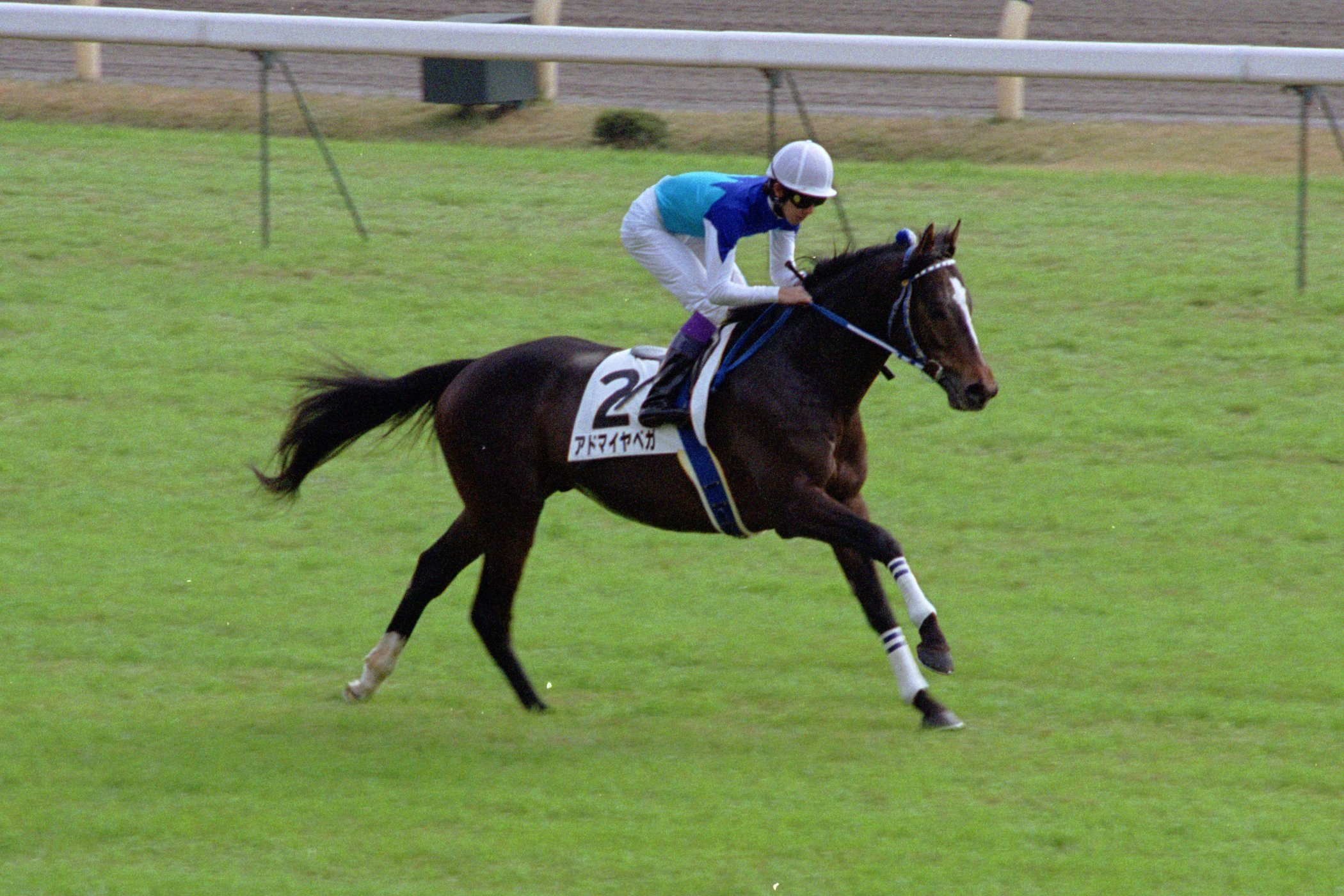
アドマイヤベガ

皐月賞馬となったテイエムオペラオーは、6月6日、二冠を目指して日本ダービーへ出走した。当日はナリタトップロードが単勝オッズ3.9倍の1番人気に支持され、皐月賞からの復調が期待されたアドマイヤベガが同じく3.9倍の2番人気、テイエムオペラオーは4.4倍の3番人気となった。レースは縦長の隊列で展開し、その中でテイエムオペラオーは8番手、ナリタトップロード10番手、アドマイヤベガは後方15番手を進んだ。第3コーナーからテイエムオペラオーは両馬に先んじて先団に進出し、最後の直線半ばでいったん先頭に立ったものの、直後にナリタトップロードにかわされ、さらに後方から一気に追い込んだアドマイヤベガがゴール前で同馬もろとも差し切って優勝。テイエムオペラオーは3着と敗れた。和田は競走後、早めに動いた理由について「前にフラフラしている馬がいて、その馬の後ろには入りたくなかった。ナリタが凄い手応えで来ているのも分かっていたから、早いとは思ったけど、あそこで動かざるを得なかった。負けたのは悔しいけど、きつい競馬をしたのに本当、よく頑張っていますよ」と語った。一方で「勝てると思った瞬間は一度もなかった」、「早めのスパートをかけなくても3着だったかもしれない」ともした。アナウンサーの杉本清によれば、岩元は3着という結果にも満足気であったといい、「ダービーはしょうがない。馬がピークを過ぎてたから」と話したという。その一方で竹園は「結果としてそこ（注：皐月賞）を勝ってくれて嬉しかったし、岩元を非難するつもりはないけれど、でもあのとき皐月賞を使わなければダービーを勝てていたかもしれない……そんなふうに考えることもあるんですよ」と、後のインタビューで吐露している。
ダービーの後は賀張共同育成センターで休養に入り、9月に帰厩。クラシック三冠最終戦・菊花賞へ向けて調教が進められた。前哨戦としては初めて古馬（5歳以上馬）相手となる京都大賞典（GII）か、その一週間後の京都新聞杯（GII）の両睨みとなったが、テイエムオペラオーは食が細りやすい体質だったことから、菊花賞まで調整に余裕をみることができる京都大賞典が選ばれた。この競走では前年の日本ダービーと当年の天皇賞（春）に優勝しているスペシャルウィーク、前年の天皇賞（春）優勝のメジロブライトなどの有力馬がおり、テイエムオペラオーは両馬に次ぐ3番人気となった。レースでは最後の直線で進路を失う形となり、コース内側に持ち出されてから先頭のツルマルツヨシを追ったが、同馬とメジロブライトにおよばず3着となる。和田は道中でスペシャルウィークの直後につけ、同馬が抜け出した跡を通って先頭をうかがう算段であったが、不調のスペシャルウィークが直線で失速したため進路を失ったものであった。

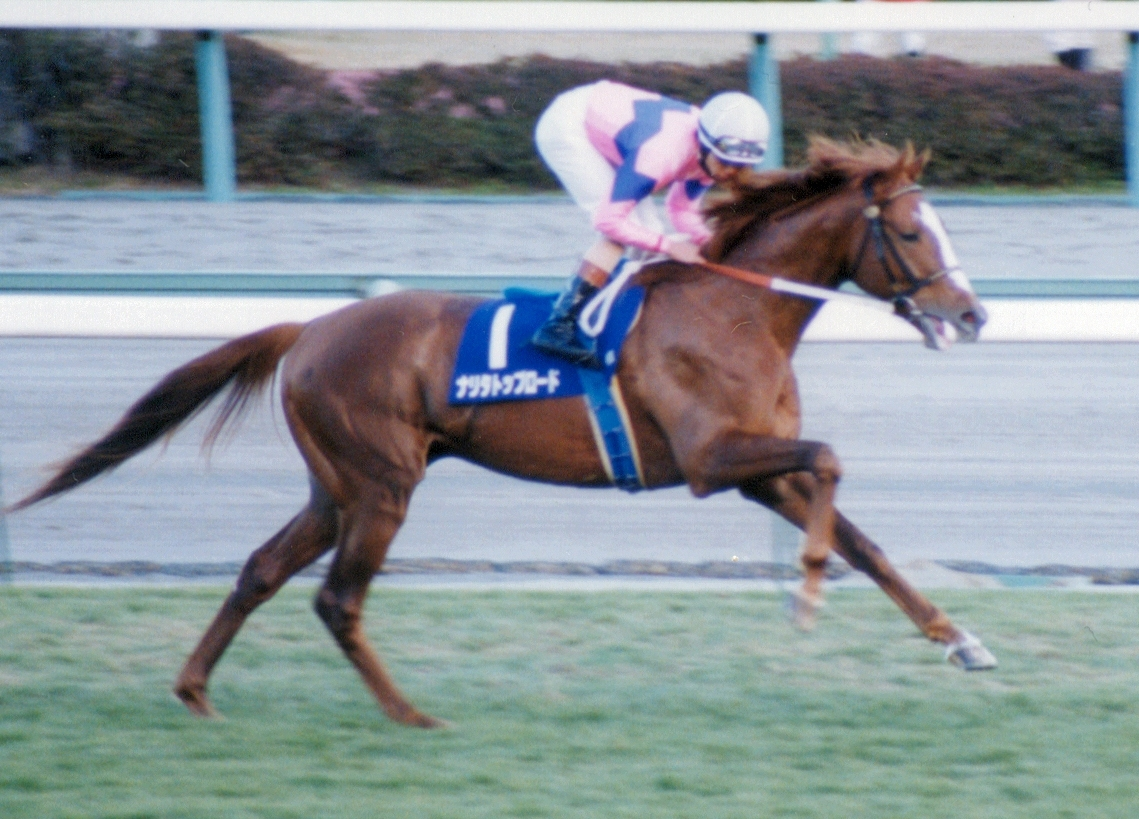
ナリタトップロード

京都大賞典のあと危惧された食細りは起こらず11月3日の菊花賞は絶好調に近い状態で臨んだ。当日は京都新聞杯に勝利してきたアドマイヤベガがオッズ2.3倍の1番人気、テイエムオペラオーが3.4倍の2番人気、京都新聞杯2着のナリタトップロードが4.1倍の3番人気で続き、春に引き続き「三強」の下馬評であった。レースは明確な逃げ馬不在もあり、1000メートル通過が1分4秒3、2000メートル通過が2分8秒4と、「超スローペース」で推移する。そうしたなかナリタトップロードは先団に位置し、アドマイヤベガとテイエムオペラオーはそれぞれ中団後方に並ぶ形で10～11番手を進んだ。周回2週目の最終コーナーからナリタトップロードは先頭をうかがって進出、テイエムオペラオーは最後の直線でこれを急追したが、先に抜け出したナリタトップロードにクビ差及ばずの2着と敗れた。アドマイヤベガは伸びあぐねての6着であった。
テイエムオペラオーの上がり3ハロン（ゴールまでの600メートル）タイム33秒8は、メンバー中最速のものだった。和田は「向こう正面で少し、前との差を詰めておけば良かったのかな。それでも、凌ぐ脚はあると思ったんだけど……力負けではないと思う」と感想を述べた。最終コーナーまで進出しなかった理由については、「アドマイヤベガを意識した」という見方があった一方で、競走後の和田の弁によれば、温存して末脚を引き出したいという意識の方が強かった。また、戦前にはナリタトップロード鞍上の渡辺薫彦がとったレース運びを思い描いていたともいう。
いずれにしても競走後、和田の騎乗に対しては「仕掛けが遅い」という論評が向けられた。日本ダービーの「早仕掛け」に続く和田の2度目の騎乗ミスとみた竹園は激怒し、岩元に騎手の交代を要求。留保を求める岩元に竹園は強硬な態度を示したが、最後には折れる形となり、和田はテイエムオペラオーの騎手として据え置かれた。岩元は和田を降板させる場合はテイエムオペラオーの転厩を求めたともされ、これ以降、竹園が騎手交代を求めることはなくなった。岩元と竹園の間でそうしたやり取りがあったことを和田が知ったのは何年も後になってからだったという。
竹園は次走を年末のグランプリ有馬記念、または来年まで休養と見積もっていたが、岩元はテイエムオペラオーと和田に「勝ち癖」を付けたいとして、次走にGII・ステイヤーズステークスを選択した。当日の単勝オッズは一時1.0倍、最終オッズでも1.1倍という圧倒的な1番人気に支持されたが、クラシック三冠では目立たなかった同期馬ペインテドブラックに直線で競り負け、2着となった。
この後、岩元は年内休養を考えたが、今度は竹園が有馬記念出走を希望する。菊花賞以来、竹園に自身の要望を通させてきた負い目もあり、岩元はこれを受け入れ、テイエムオペラオーは有馬記念に臨むこととなった。当日は、ここまでGI競走3勝のグラスワンダーが1番人気、京都大賞典から立て直し、秋の天皇賞とジャパンカップを連勝中のスペシャルウィークが2番人気で、この「二強」の対決とされた。ナリタトップロードが4番人気（6.8倍）に入り、テイエムオペラオーは同馬から離れた12倍の5番人気であった。スタートが切られると、追い込み脚質のゴーイングスズカが先頭を切り、前半1000メートルが65秒2という「超スローペース」で展開、テイエムオペラオーは先団5番手につけ、他の有力馬はみな中団より後方に位置した。最後の直線でテイエムオペラオーは先頭に立ったが、直後に後方からグラスワンダーとスペシャルウィークが競り合いながら差し込み、両馬にゴール直前でかわされ勝ったグラスワンダーからハナ、アタマ差での3着となった。
皐月賞以降勝利を挙げることはできなかったが、テイエムオペラオーは当年の年度表彰・JRA賞において最優秀4歳牡馬に選出され、「クラシックではアドマイヤベガ、ナリタトップロードとともに三強を形成し、中でももっとも安定した成績を残した。暮れの有馬記念でも、グラスワンダー、スペシャルウィークと同タイムの3着とあわやのシーンを作り、その実力を大いにアピールした」との選評を受けた。また、仮定の斤量数値で各馬の序列化を図るJPNクラシフィケーションにおいても、4歳馬として1位の119ポンドを与えられている。なお、当年対戦してきた有力馬のうち、スペシャルウィークは有馬記念を最後に予定通り引退、アドマイヤベガは菊花賞のあと長期休養に入り、復帰できないまま翌2000年夏に引退となった。

#### 2000年

##### 「現役最強馬」となる
2000年1月に行われたJRA賞授賞式において、竹園はテーブルを囲む陣営各人に向けて、「こんな賞をもらったからには、今年はもうひとつも負けたらいかん。負けるようなレースには使わない。今年は全部勝つぞ」と檄を飛ばした。その後の厩舎内の様子を、原口は次のように振り返っている。
2000年の初戦には2月20日の京都記念（GII）が選ばれた。ここにはナリタトップロードも出走したが、テイエムオペラオーが単勝オッズ1.9倍の1番人気に支持されると、最後の直線で同馬との競り合いをクビ差で制し、皐月賞以来の勝利を挙げた。さらに続く阪神大賞典（GII）では、ナリタトップロードに加え、新たな「三強」の形成が期待された菊花賞3着のラスカルスズカも出走したが、最後の直線ではテイエムオペラオーが両馬を突き放し、ラスカルスズカに2馬身差をつけて勝利。他の有力馬より前でレースを進めながら、直線では出走中最速の末脚を発揮したその内容に、スポーツ紙は「完璧な差」と書き立て、日本中央競馬会の広報誌『優駿』は、「善戦どまりだった皐月賞以降とは見違えるほど」と評し、ラスカルスズカ、ナリタトップロード両陣営からも「完敗」という言葉が聞かれた。和田は競走後「本当は、去年もああいうレースをしたかったんです」と述べ、さらに和田と原口は口を揃えて「背中に跨った感じが全体的にパワーアップしている」と評した。
4月30日には、春の大目標としていた天皇賞に臨む。天皇賞は当年より従来出走資格がなかった外国産馬にも門戸が開放され、アメリカ産馬であるグラスワンダーの動向が注目されていたが、同陣営は最大目標とする宝塚記念への出走を優先し、ここを回避。これを受けて、天皇賞は阪神大賞典に続く「三強」の下馬評となった。レースでは中団を進み、その前にナリタトップロード、後ろにラスカルスズカが位置する展開となったが、第3コーナーからナリタトップロードを捉えに進出してそのまま抜け出すと、ゴール前でラスカルスズカの追走を4分の3馬身抑えて勝利した。走破タイム3分17秒6は史上4位、最後の200メートルは11秒9と史上最速（いずれも当時）のタイムであり、競馬専門誌『週刊Gallop』は、「厳しい瞬発力勝負に対応したテイエムオペラオーは真の実力を示した」と論評している。

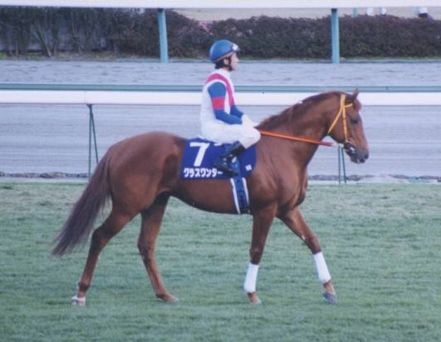
グラスワンダー

天皇賞制覇で「三強」の時代を終わらせ「一強」と化したテイエムオペラオーは国産競走馬の頂点に立ち、残るライバルは外国産のグラスワンダーのみとなった。春のグランプリ・宝塚記念（6月25日）への出走馬を決めるファン投票において、テイエムオペラオーは1位に選出される。宝塚記念当日はテイエムオペラオーが単勝オッズ1.9倍の1番人気、グラスワンダーが2.8倍の2番人気となり、この2頭の一騎打ちの下馬評となる。馬場状態は良馬場だったが、発走1時間前より雨が降り始め、そのまま雨中でのレースとなった。スタートが切られると、平均的なペースで推移するなかテイエムオペラオーは2番手集団を見る形で進み、グラスワンダーは中団後方に位置する。第3コーナーでグラスワンダーがテイエムオペラオーの直後につけ、最終コーナーではグラスワンダーが鞍上の蛯名正義が手綱を抑えたまま進出していく傍らで、テイエムオペラオーは和田が手綱をしごきながら大外を回った。しかし最後の直線に入るとグラスワンダーは伸びを欠き、テイエムオペラオーはそのまま先を行くメイショウドトウとジョービッグバンを急追、ゴール前でメイショウドトウをクビ差かわし、天皇賞からのGI連勝を果たした。
競走後、和田は「最後はヒヤヒヤしましたが、力を出してくれました。手応えは前走よりもしんどかったですけど、必ず伸びるのは分かっていました。最後に抜けると気を抜いてしまうところがあるし、気を抜かないようにしただけです。改めて強いと思いました」、岩元は「3コーナーの手応えで今日はやばい、負けるかもと思いましたが、直線で並んだときに何とかなると……。並んだら勝負強い馬ですから」などとそれぞれ感想を述べた。両名とも3コーナーでの反応の悪さに言及したが、原口は、テイエムオペラオーは概してそういった面がある馬だとして「グラスワンダーと手応えこそ違え、一緒に来ていたから心配しなかった」と振り返っている。なお、6着に敗れたグラスワンダーは、競走後のコース上で蛯名が下馬して馬運車で運ばれ、のち「左第三中手骨（管骨）骨折」の診断が下され、引退が発表された。
後年、テイエムオペラオーの伝記『テイエムオペラオー 孤高の王者』を執筆した木村俊太は「このグラスワンダーの故障によって不運にも『力勝負の決着はついていない』という評価をも受ける結果となってしまった」としている。いずれにせよこの勝利によって、テイエムオペラオーは「現役最強馬」の地位についた。

#### 史上初の古馬中長距離GI完全制覇
宝塚記念の後には、前年夏と同様に賀張共同育成センターへ送られ、現地で運動を行いながらの休養に入った。春の連戦を経ているにもかかわらず疲労の度合いは低く、到着翌日には人を乗せての運動が始められるなど、充実を物語るものとなった。秋の出走は当初、春秋連覇が懸る天皇賞（秋）へ直接出走する見通しだったが、竹園が様子を視察した際、テイエムオペラオーの状態が非常に良かったことから、「馬が走る気になっているときにリズムを狂わせてもいけない」と、前哨戦の京都大賞典（GII）への出走が決まった。かねてこの競走へ向けて調教が積まれていたナリタトップロードの調教師・沖芳夫は「あの馬（テイエムオペラオー）を負かすなら今回しかない」と公言していたが、レースでは両馬競り合いになったものの、ナリタトップロードが鞍上の渡辺から鞭を連打される傍らで和田は鞭を振るうことなく、テイエムオペラオーがアタマ差で勝利した。

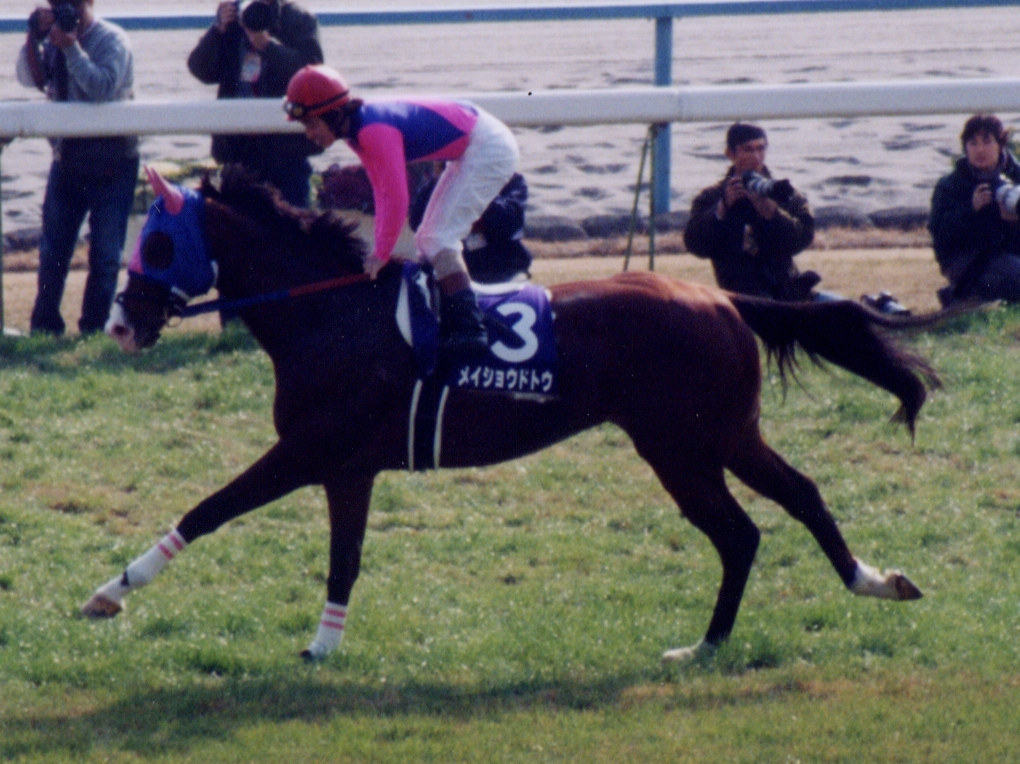
メイショウドトウ。翌年の天皇賞（春）までGI競走5戦連続でテイエムオペラオーの2着となった。

10月29日、天皇賞（秋）に臨む。この競走は当年まで1番人気馬が12連敗という結果が続いており、巷間「テイエムオペラオーが負けるとすれば今回」と囁かれ、マスメディアもこの「ジンクス」を盛んに取り上げた。また、皐月賞と同じ距離でありながらテイエムオペラオーに2000メートルの距離が短いという見方もあり、当日の単勝オッズは近来では高い値となる2.4倍を示した。2番人気には別の前哨戦オールカマーを制してきたメイショウドトウが推され4.4倍、3番人気がナリタトップロードで4.9倍の順となった。スタートが切られると、最初のコーナーでテイエムオペラオーが内を走るイーグルカフェを押圧する形となり、その煽りを受けたステイゴールドが不利を受ける形となった。コーナー通過後は平均的なペースで推移し、テイエムオペラオーは2番手集団の中でメイショウドトウを直前に見る形で進んだ。最後の直線ではまずトゥナンテ（5番人気）が抜け出し、これをメイショウドトウがかわしたが、直後にテイエムオペラオーが両馬を一気に抜き去り、ゴールではメイショウドトウに2馬身半差をつけて勝利した。なお、これは和田にとって東京競馬場での68戦目にしての初勝利であった。
同一年度における天皇賞の春秋連覇は、タマモクロス（1988年）、スペシャルウィーク（1999年）に続く、史上3頭目の記録となった。また、1984年にグレード制が導入されて以降、東京、中山、京都、阪神のJRA四大競馬場全てでGIを制したのは、テイエムオペラオーが初の事例であった。和田は「1番人気が勝てないうえ、僕が東京で未勝利だったことで、いろいろ言われましたが、パーフェクトの内容で鬼門を突破することができました」、岩元は「1番人気の連敗が続いているジンクスと、和田が東京で一度も勝っていない、という2つのことが気になっていましたが、終わってみれば本当にえらい馬だという気持ちでいっぱいになりました」などと感想を述べた。

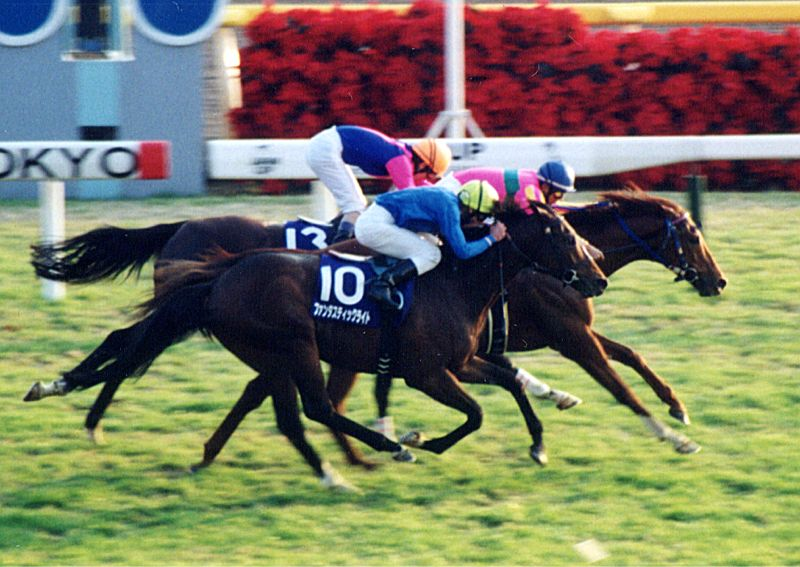
2000年 第20回ジャパンカップ。手前にいる青一色の勝負服を着たフランキー・デットーリが駆る馬がファンタスティックライト。

次走、11月26日に迎えた国際招待競走・ジャパンカップでは、当年のマンノウォーステークスを勝ち、キングジョージ6世&クイーンエリザベスステークスでも2着の実績を持つファンタスティックライト（UAE）、10歳馬ながら当年アメリカでG1競走2勝を挙げたジョンズコール（アメリカ）など5頭の外国馬に加え、1歳下のクラシック二冠馬エアシャカール（3番人気）、日本ダービー優勝馬のアグネスフライト（4番人気）らが顔を揃えた。この競走は「ジンクス」を盛んに報じられた天皇賞を越える1番人気馬の14連敗が続いていたが、テイエムオペラオーの最終単勝オッズは1.5倍、支持率では1991年のメジロマックイーン（41.4パーセント）を上回り、競走史上最高の50.5パーセントという圧倒的な支持を集めた。ファンタスティックライトが2番人気となったものの、注目はテイエムオペラオーに挑む新世代のクラシックホース2頭という様相となった。レースは逃げ馬不在で前半1000メートル通過が63秒3と非常なスローペースとなり、各馬が先へ行きたがる姿がみられた。テイエムオペラオーは5、6番手を進み、最後の直線では先に抜け出したメイショウドトウと競り合い、さらに後方からファンタスティックライトも追い込んできたが、最後はメイショウドトウをクビ差競り落として勝利を挙げた。なお、エアシャカールとアグネスフライトはそれぞれ13、14着と大敗した。
この勝利により、テイエムオペラオーのここまでの獲得賞金は12億円を超え、それまでの獲得賞金記録保持馬であったスペシャルウィークを上回り「世界賞金王」となった。本競走におけるテイエムオペラオーのパフォーマンスは国際的にも高く評価され、レーシング・ポスト・レイティングでは当時の国内最高値となる126の評価が与えられた。ファンタスティックライトの手綱を取ったランフランコ・デットーリは、テイエムオペラオーに対して「クレイジー・ストロングだ。世界レベルにある」と評した。
春秋天皇賞、宝塚記念、ジャパンカップを制したテイエムオペラオーは、かつて達成馬のいない古馬中長距離GIの完全制覇へ向けて、残る目標は年末の有馬記念のみとなった。ジャパンカップ競走中に他馬と接触して右後大腿部に外傷を負い有馬記念に向けた再始動は遅れ、中間の動きも好調時との比較では落ちるものとなった。さらに有馬記念の競走当日朝、中山競馬場の出張馬房内で、向かいの馬房にいた馬が何らかの事象に驚いて後脚で立ち上がり、その様子に驚いたテイエムオペラオーも同様の態となって、馬房内のいずこかに額を強打した。患部は内出血を起こして大きな腫れを生じたが、出走可能という獣医師の判断で、岩元もこれに従って有馬記念へはそのまま出走することとなった。
有馬記念の出走馬選定ファン投票では10万9140票を集め、第1位で選出。当日のオッズでは1.7倍の1番人気に支持された。竹園は戦前のパドックにおいて、和田に対して「スタートに気を付けて、3、4番手につけて、じっとして、直線で2馬身以上離して勝て」と指示を与えた。レースでテイエムオペラオーは竹園の希望通り好スタートを切ったが、周回1周目の第3コーナーで他馬に進路を塞がれて位置を12～13番手まで大きく下げ、さらに観客スタンド前を通過する辺りではスローペースの馬群の中に閉じこめられる形となる。2番人気メイショウドトウは中団、3番人気ナリタトップロードは先団を進んでいた。最後の直線に入ってもテイエムオペラオーは馬群の中で動けず10番手以下に位置し、観客から大きなどよめきが上がった。直線半ばで馬群がばらけ始るとテイエムオペラオーは追い込みを始め、逃げ粘りを図るダイワテキサスを一気に捉えると、最後はメイショウドトウとの競り合いをハナ差制して優勝。史上初となる古馬中長距離路線の完全制覇を達成し、また同時にこの年からスタートした秋季古馬中長距離のGⅠ3競走（天皇賞（秋）、ジャパンカップ、有馬記念）を同一年で優勝（通称秋古馬三冠）した馬への特別報奨金2億円を獲得した。
競走後、和田は「前につけたかったのですが、1コーナーで挟まれてしまって……失敗したと思いました。動くに動けない状況でしたし、かといって外を回りたくなかったので、これなら開いたところを突っ込んでいくしかないと考えました。詰まったらおしまい。直線では1頭分だけ隙間があったんですが、オペラオーは躊躇なく入っていった。メイショウドトウが差し返してきた時もこちらには勢いがありました。厳しいレースでしたが、終わってみれば1頭だけが次元の違う勝ち方をしてくれていました」、また岩元は「心配していた最も厳しい形になってしまいました。負けてもおかしくなかったと思います。ああいう形になったのに、本当によく勝ってくれたと思います。偉い馬としか言いようがありません」と感想を述べた。また竹園は他馬からの厳しいマークに「馬も騎手も可哀想でした。なんでこんなにいじめられなくちゃいけないんだろうと思いました。（略）本当に涙が出るくらい可哀想でした。（略）本当にもう、抜け出すまでは悲しくて泣きそうでしたけど、抜け出してからはもう絶頂でしたね」と語った。一方、敗れたメイショウドトウ騎乗の安田康彦は「今はあの馬（テイエムオペラオー）とは一緒に走りたくない」と報道陣に吐露している。テイエムオペラオーを皐月賞以来「一頭だけヨーロッパの競馬をしている」と称賛し続けてきた野平祐二は「こんなに凄い競馬をする馬は見たことがない。もはや、ルドルフを超えたと言われても私は反論しない」と評した。

この有馬記念は競馬史において最有力馬が他騎手達からの徹底的なマークを受け絶望的な状況に陥った上でなお勝利したレースの代表例として記憶され、
JRAは2013年に放送したCMシリーズ『THE LEGEND』で所謂"テイエムオペラオー包囲網"を公式に追認している。
『Sports Graphic Number』誌は2023年に『騎手たちが見たテイエムオペラオー“包囲網”』という回顧企画でこの有馬記念に騎乗した騎手達に取材を行ない、その中で蛯名正義(ダイワテキサスに騎乗)は「オペラオーが一番強いことは皆が分かっていた。並びを見ると厳しそうな位置にいたので、出し抜くつもりで仕掛けた。あれだけ勝ち続けていると当然、ターゲットになる。他の騎手も同じことを考えていたはず」と述懐している。
なお、この取材の中で、記者の「もしも、あの有馬記念をやり直せるとすれば、勝つ自信はありますか？」という質問に首を縦に振った者はいなかったという。
2000年のシーズンを8戦8勝、うちGI5勝という成績で終えたテイエムオペラオーには、様々な記録が伴った。まず年間GI5勝は、シンボリルドルフ、ナリタブライアンを抜いて歴代最多、重賞8連勝はタイキシャトルに並び歴代最多タイ、1番人気での8連勝はタケシバオー、マルゼンスキー、マックスビューティに並ぶタイ記録であったが、全て重賞で達成したのはテイエムオペラオーが初めてであった。『優駿』は、年誌にあたる増刊『TURF HERO』においてその戦績を「世紀末覇王伝」のタイトルで回顧し、『週刊Gallop』もまた年誌巻頭のグラビアに「降臨 世紀末覇王」のキャプションを用いた。なお馬主の竹園も、テイエムオーシャンで制した阪神3歳牝馬ステークスと合わせて年間GI勝利数が「6」となり、過去シンボリ牧場、社台レースホース、山路秀則が保持した年間GI4勝の記録を更新している。
当年の年度表彰において、テイエムオペラオーは年度代表馬に満票で選出。満票選出は、テンポイント（1977年）、シンボリルドルフ（1985年）に続く、史上3頭目の事例となった。また、岩元も年間獲得賞金15億837万8000円という記録をもって最多賞金獲得調教師のタイトルを獲得したが、この金額のうち約3分の2がテイエムオペラオーによるものであった。

### 2001年

#### 天皇賞連覇とライバルの雪辱
2001年を迎えたテイエムオペラオーは、連戦疲労が危惧されたことに加え、冬の休養にあたり北海道は寒すぎるという岩元の判断から、通例休養に出される賀張共同育成センターではなく、温浴施設を備え「馬の温泉」の通称があるJRA競走馬総合研究所磐城支所（福島県いわき市）で休養に入った。この休養には原口も帯同した。温泉で疲労を除きつつ、併設の馬場で適度な運動も可能という岩元の見通しであったが、当年のいわきは大雪が続きテイエムオペラオーはほとんど馬房から出ることができず、その一方で日ごろ細かった食欲は増進し、大幅に太った状態で栗東へ帰厩した。
当初は3月の阪神大賞典での復帰が見込まれていたが、調整のピッチが上がらないことから、復帰戦は4月1日の大阪杯（GII）にずれ込んだ。直前の調教では気を抜くような場面もあり、「本来の動きではない」という評もあった。また、競走直前のパドックでは、常なら原口が持つ2本の曳き手を引っ張って歩くところを「1本でも大丈夫なぐらい」大人しい様子であり、和田も返し馬で動きの硬さを感じたという。レースでは中団8～9番手を進んだが、第3コーナーから最終コーナーにかけて、外から馬体を被せてきたアドマイヤボスに合わせて早めに先団に進出。最後の直線では同馬およびエアシャカールと競りあったがこれに遅れ、さらに後方から3頭ごと差し切った9番人気のトーホウドリームの後方で4着と敗れた。競走後、和田は「このひと叩きで変わってくるはず。次は絶対に巻き返しますよ」、岩元は「まあ仕方がない。また出直しや」と語った。春の天皇賞へ向けた他の前哨戦では、阪神大賞典でナリタトップロードが2着に8馬身差をつけてレコードタイムで勝利、日経賞（GII）ではメイショウドトウが勝利を挙げた。

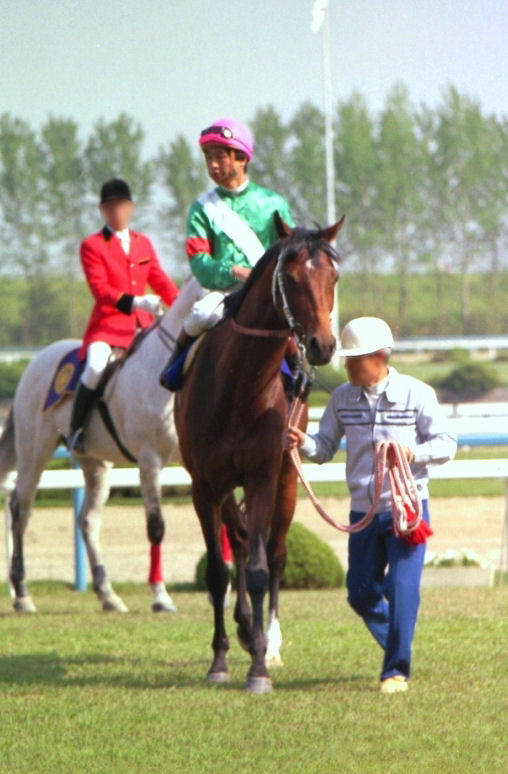
シンボリルドルフ。1984年から85年にかけて中央競馬史上最多のGI競走7勝を挙げ、「七冠馬」あるいは「皇帝」とも称された。

前年からの連覇が懸かる天皇賞（春）へ向けて、当初テイエムオペラオーの状態は極めて悪かったものの、競走10日ほど前から復調気配が表われはじめ、最終調教でも良好な動きをみせた。4月29日の天皇賞当日では、前年秋の天皇賞以来で単勝オッズが1倍台に至らず2.0倍を示した。ナリタトップロードが3.4倍、メイショウドトウが6.5倍でこれに続いた。レースは最初の1000メートル通過が競走史上最速の58秒3というハイペースになり、そのなかでテイエムオペラオーは中団後方に付け、その周囲を他の有力馬がマークするような隊列となる。最後の直線ではいち早くスパートをかけたナリタトップロードがいったん先頭に立ったが、すぐにテイエムオペラオーがこれをかわし、後方から追い込んだメイショウドトウも半馬身抑えて勝利。シンボリルドルフに並ぶ史上最多タイ記録のGI競走7勝目を挙げた。また、春秋の天皇賞3連覇および天皇賞3勝という記録は、史上初の事例となった。竹園は競走後、次走が宝塚記念であること、そしてその結果次第で日本国外への遠征を検討することを表明した。
天皇賞に続く連覇、そして史上最多記録のGI競走8勝が懸かる宝塚記念（6月24日）に臨んで、テイエムオペラオーの状態は極めて良好に仕上がり、戦前に催された「宝塚記念フェスティバル」に出席した和田は「99パーセント勝てる」と明言した。当日の単勝オッズは1.5倍を示し、前年の宝塚記念以来、テイエムオペラオー相手に5度2着となっているメイショウドトウが3.4倍で続いた。レースではテイエムオペラオーはスタートでやや後手を踏んで後方に位置取り、対するメイショウドトウは道中4番手と先行策をとった。メイショウドトウは最終コーナーで先頭に並びかけた一方で、岡部幸雄騎乗のダイワテキサスに外をぴったり塞がれ続けたテイエムオペラオーは馬群に押し込められる形となって抜け出すことができず、さらに各馬の進路が混乱した煽りを受けてテイエムオペラオーは進路をなくし、和田が馬上で体を起こし、手綱を引く格好となった。最後の直線で態勢を立て直し後方3番手の位置から追い込んだものの、セーフティリードを取ったメイショウドトウを捉えることはできず、同馬から1馬身4分の1の差で2着と敗れた。
競走後、和田は「狭いところに行ってしまって、行くことができなかった。一番嫌な展開になってしまった。具合が良かっただけに残念」と語った。岩元は「二、三番手で競馬する手もあったと思うが、乗り方は鞍上が決めることやからな。状態が良かっただけに、残念」と述べた。竹園は「あの不利はちょっとひどい。ひどい競馬だった。最後は力のあるところを見せてくれたけど……」と述べ、さらに「負けて海外なんてありえません」として、秋シーズンも国内戦に臨ませることを表明した。一方、メイショウドトウ騎乗の安田康彦は「折り合いもついて、あっち（テイエムオペラオー）が後ろにおることが分かったときに、これなら勝てると思うたね。それぐらい馬の出来もよかったし」と語った。また、メイショウドトウ馬主の松本好雄は後に「私にとってはね、テイエムの2着は非常に大きな2着ですよ。テイエムが2着でなかったら、ちょっと価値が薄れるんですよね。5回負けた馬に勝つということで、凄い値打ちがあるんですよね。（中略）よく来てくれたな、という気持ちですよ」と振り返っている。
夏は賀張共同育成センターで休養に入る。その間の8月1日、竹園よりテイエムオペラオーが当年を限りに引退することが発表された。
この引退決定は、竹園にとって、周囲から徹底的にマークされてぶつけられたり露骨な妨害を受け続けるテイエムオペラオーが見ていられないほど可哀想で、現役を長く続けさせるのは酷であり、この先マークが更に激しくなればいつか事故が起きかねず、そうなる前に引退させてあげたいという思いからであった。テイエムオペラオーは4歳になってから歯替わりしたりキ甲が抜けたりと晩成型の馬であることは明らかであったため、来年も現役続行できると岩元らは考えていたが、馬のためとして竹園の考えを受け入れた。

#### 新記録ならず - 引退
秋シーズン初戦は10月7日の京都大賞典で迎えた。当日はテイエムオペラオーが単勝オッズ1.4倍の1番人気となり、ナリタトップロードが2.4倍の2番人気、ステイゴールドが10.8倍で3番人気となった。レースの道中はテイエムオペラオーとステイゴールドが2番手で並び、直後をナリタトップロードが進む。最後の直線ではナリタトップロードがいち早く先頭に立ち、これを内からステイゴールドがかわし、さらに外からテイエムオペラオーが並びかけた。この直後にステイゴールド騎乗の後藤浩輝が右鞭を振るうと、ステイゴールドは左側に激しく斜行し、同馬とテイエムオペラオーとの間に挟まれたナリタトップロードが大きく躓き鞍上の渡辺薫彦が落馬。ステイゴールドは勢いを失うことなく1位で入線し、真横で起きたアクシデントに怯んだテイエムオペラオーは半馬身差の2着入線、審議の結果ステイゴールドは失格となり、テイエムオペラオーは繰り上げで1着となった。競走後の検量室では、後藤の危険な騎乗に激怒した竹園が「フェアに乗れ！」「これで三度目だぞ」と詰め寄る一幕もあった(裁定により後藤は6日間の騎乗停止処分)。これでテイエムオペラオーの重賞勝利は12を数え、スピードシンボリ、オグリキャップに並ぶ最多タイ記録となったが、繰り上げでの勝利だったことと怪我人が出てしまっていたことから、テイエムオペラオー陣営は表彰式を辞退し、関西におけるラストランを終えた。

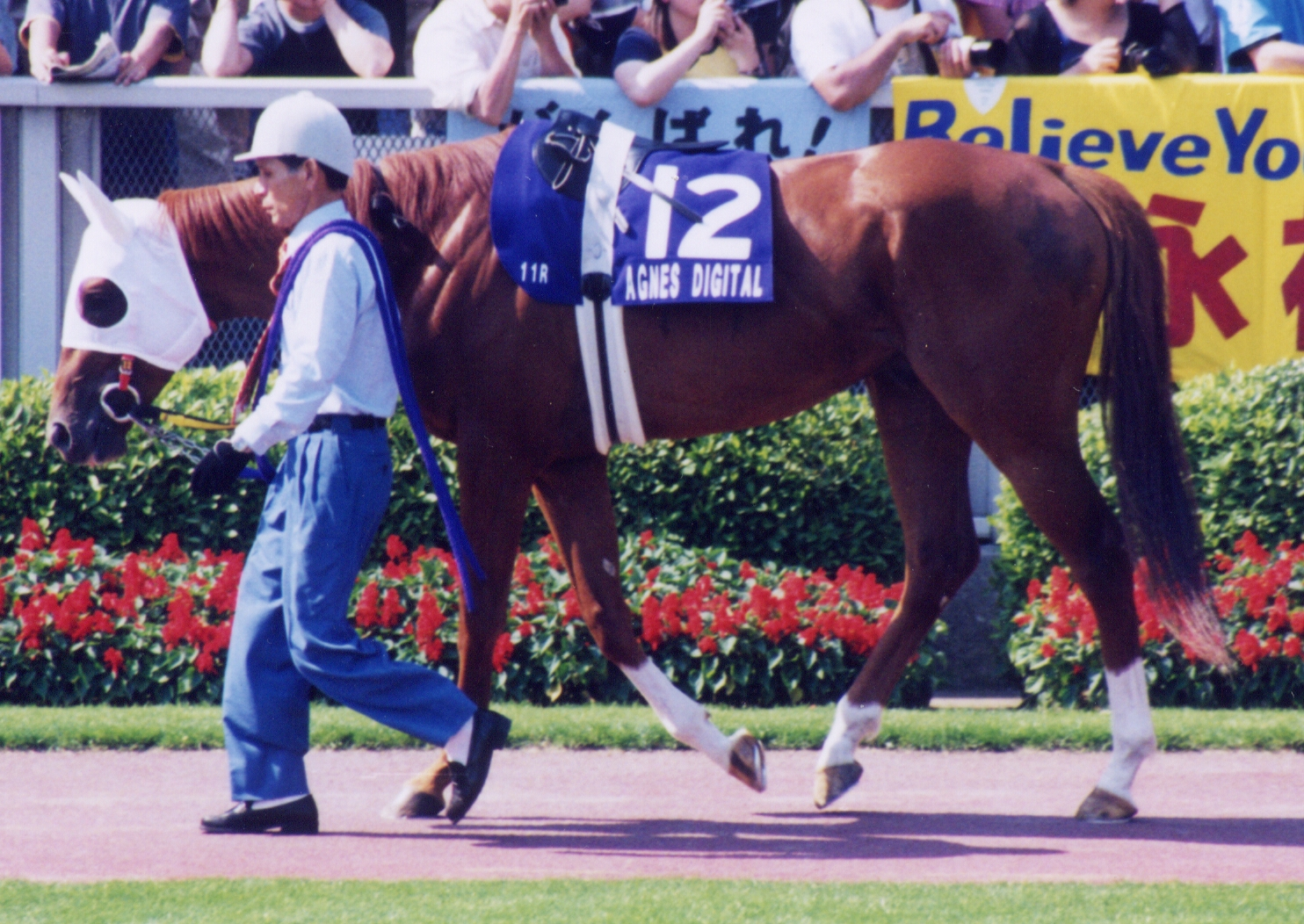
アグネスデジタル。芝・ダートや馬場状態を問わず活躍し、最終的に国内外でGI競走6勝を挙げた。

10月28日、春秋四連覇に挑み天皇賞（秋）に臨んだ。当日は午前から雨となり、前年に続き重馬場で行われることになった。単勝オッズではテイエムオペラオーが2.1倍、メイショウドトウが3.4倍、京都大賞典で1位入線のステイゴールドが4.5倍で続いた。レースは、陣営が「行けるだけ行く」と公言していたサイレントハンターがスタートで大きく出遅れ、押し出される形でメイショウドトウが先頭を切る展開となり、テイエムオペラオーは3～4番手を進んだ。前半1000メートル通過は1分2秒2と馬場状態を考慮しても遅いペースとなり、馬群は一団の状態で最後の直線に向く。ここで伸びかけたステイゴールドが内側に斜行して失速し、テイエムオペラオーは先を行くメイショウドトウとジョウテンブレーヴをかわして先頭に立ったが、大外から追い込んだアグネスデジタルにゴール前で捉えられ、同馬から1馬身差の2着と敗れた。アグネスデジタルは前年のマイルチャンピオンシップ（GI）などに優勝していたが、本競走には直前になって出走を決めており、当日は4番人気ながらそのオッズは20倍であった。
メイショウドトウをかわした直後から和田の視界には大外のアグネスデジタルが入っており、「馬体が合う形になれば、もうひと踏ん張りできる感触はあった」ものの、内外が離れすぎていたため併せにいくことはできなかった。和田は「今日は相手が強かった」とした一方で、「一番いい頃の状態にはまだ一息と感じた。この先、期待通りに上向いてくれる保証はないけれど、もっともっと良くなる可能性を秘めていることは確かです」と語った。また岩元は「馬体が合っていてもあれではかわされていたやろ。力があって、オペラオーより重馬場の得意な馬がいたということ」とした。

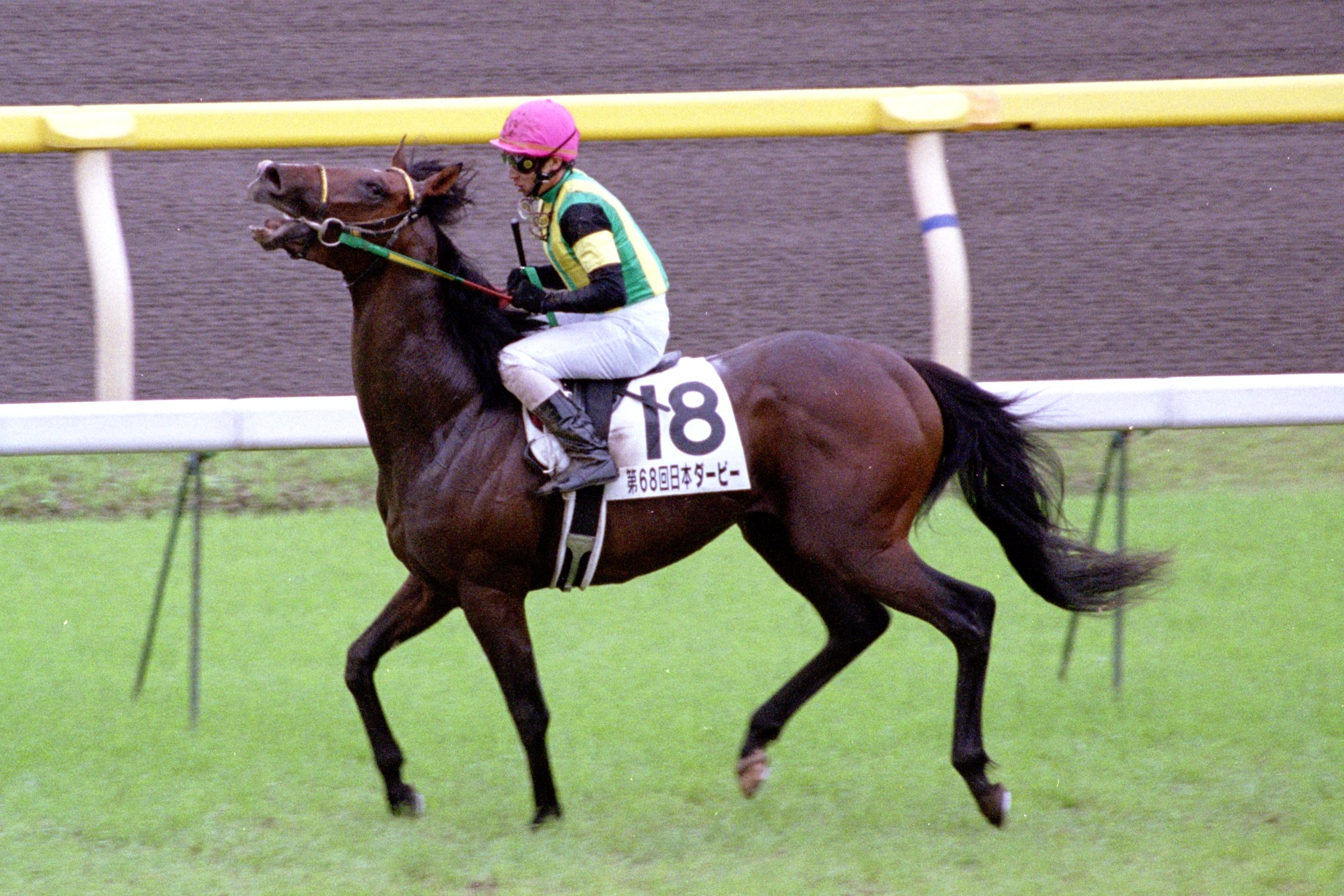
ジャングルポケット。テイエムオペラオーの次走・有馬記念には出走しなかった。

引き続き新記録を目指すジャパンカップに向けたテイエムオペラオーの状態は上がらず、競走前の最終追い切りでも動きに精彩を欠き、共同会見で岩元が発した「えらいこっちゃ」という言葉がスポーツ紙でも報じられた。しかしこの調教から数日の間にテイエムオペラオーは急速に食欲を回復させ、競走当日にテイエムオペラオーにまたがった和田は「この秋一番の覇気」を感じたという。当年のジャパンカップにおける外国招待馬には2000ギニーの優勝馬ゴーラン（イギリス）など6頭のG1優勝馬がいたものの、注目馬は不在という下馬評で、単勝オッズの5番人気までを日本馬が占めた。2.8倍の1番人気にテイエムオペラオー、2番人気は当年の日本ダービー優勝馬ジャングルポケットが推され4.2倍、以下メイショウドトウ、ステイゴールドと続いた。レースはスローペースで推移し、テイエムオペラオーは道中3～4番手、ステイゴールドが6～7番手、メイショウドトウとジャングルポケットがそれぞれ10～11番手を進んだ。向正面からペースが上がっていき、最終コーナーから最後の直線に入るとテイエムオペラオーはいち早く先頭に立った。テイエムオペラオーは単走状態では気を抜く傾向があり和田もそれは意識していたものの、すぐ後ろにいたステイゴールドが進出してきたことから、早めにリードをとる選択をしたものだった。テイエムオペラオーは独走態勢に入ったものの、やはり気を抜いてふらつき始め、ゴール目前で大外から一気に伸びてきたジャングルポケットにクビ差かわされ、またも2着に終わった。
和田は競走後、「3歳馬に負けたくない気持ちはあったんですが……。やっぱり目標にされるとつらいです。前回もそんな感じでしたから。周りにもうちょっと馬がいてくれたら良かったんですが……」と語り、岩元は「結局、うちの馬に流れがこなかったということ」と述べた。一方で、ジャングルポケットの管理調教師・渡辺栄は「最近のテイエムオペラオーの競馬を見ていますと、一番良いときに比べて少し力が落ちているように感じていました。あの馬の場合、競って負けたということを見たことがなかった。きょうは競って負かしたことでジャングルポケットの強さを感じました」との感想を述べている。

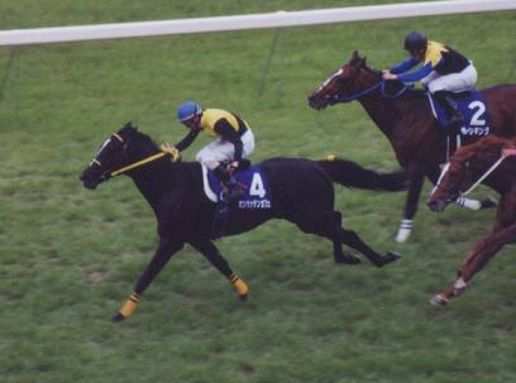
マンハッタンカフェ。翌2002年の天皇賞（春）にも優勝した。

年末のグランプリ・有馬記念へ向けたファン投票では前年より票数を落としたものの、93217票を集めて2年連続の1位選出馬となる。そして12月23日、引退レースとして有馬記念に臨んだ。当日は単勝オッズ1.8倍の1番人気の支持を受け、これで4（旧5）歳以降出走した全15戦で1番人気となり、1963～64年に走ったメイズイが保持していた連続1番人気記録を更新した。2番人気にメイショウドトウ、3番人気には当年の菊花賞優勝馬マンハッタンカフェが推された。スタートが切られるとレースはスローペースで流れ、テイエムオペラオーは中団から後方を進む。その前方を走っていたメイショウドトウは3番手まで進出したが、和田はこれを追うことなく、そのままテイエムオペラオーを控えさせた。そして最終コーナーから最後の直線にかけて先行したトゥザヴィクトリー、アメリカンボス、メイショウドトウらを捉えに追い込みを始めたが、これらをかわすことができず、さらに後方から追い込んで勝利したマンハッタンカフェの後方で、生涯最低の5着となった。
後方に位置したマンハッタンカフェが勝ったものの、展開としては先行有利であり、中団待機策をとった和田は「向正面でもう少し前につけておけばよかった」、「天皇賞かジャパンカップ、この秋どちらかひとつでも勝てていれば、もっとシャシャッと動けていたかも」と話し、検量室から引き上げる際にも「動いていかなきゃって、頭では分かっていたんやけど……」と何度も繰り返した。岩元は和田の騎乗に対して「全般的に大事に乗りすぎたんじゃないかな。まあ、終わってから言ってもな。うーん……終わったわ」と語った。

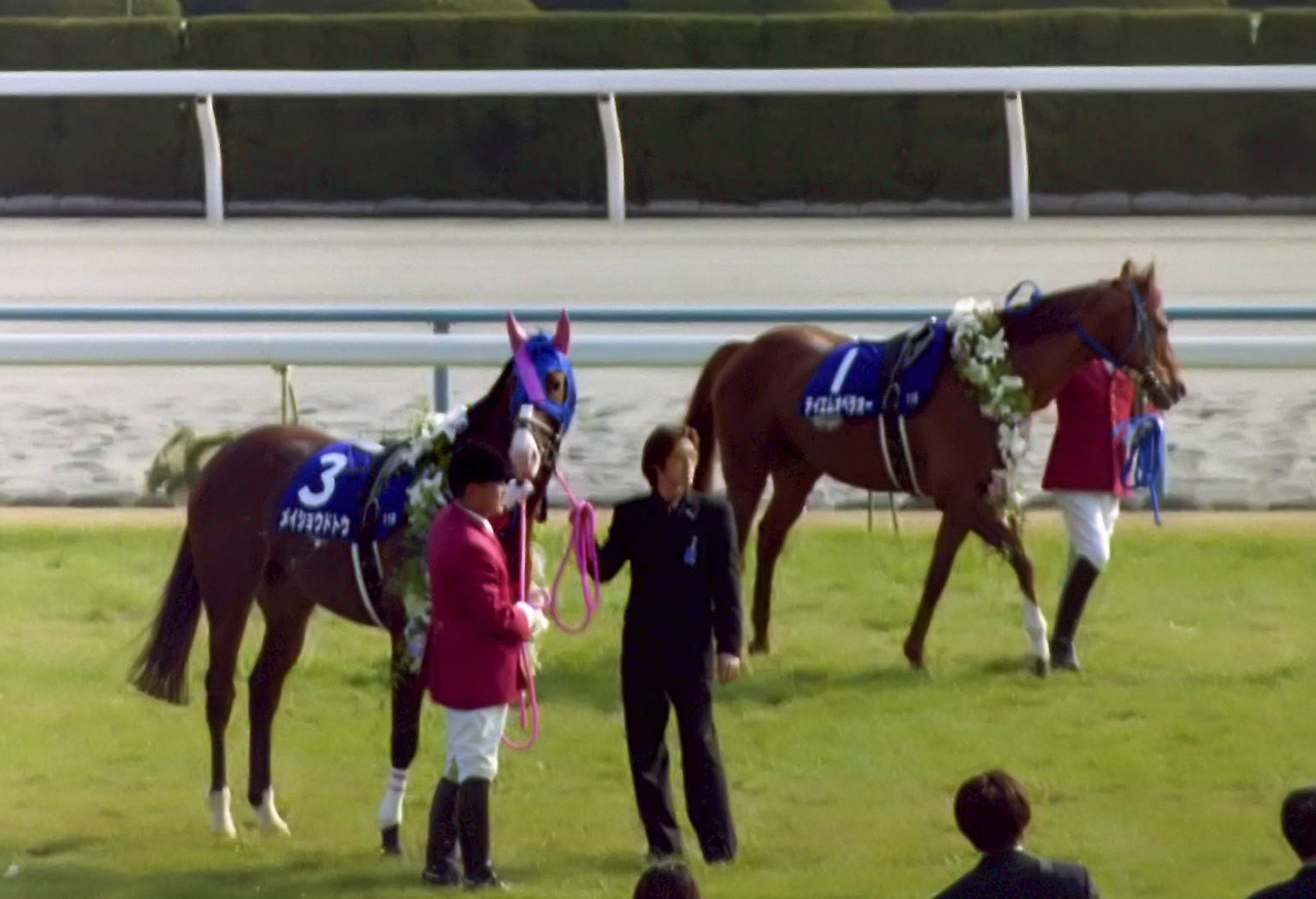
テイエムオペラオー、メイショウドトウ合同引退式

この有馬記念での賞金を加えたテイエムオペラオーの総獲得賞金は、自身が竹園に購買された価格の170倍超、当時2位のスペシャルウィークを7億円超上回る18億3518万9000円に及び、この記録は2017年末にキタサンブラックに破られるまで16年間保持された。翌2002年1月13日、京都競馬場でテイエムオペラオーとメイショウドトウが合同での引退式が行われた。インタビューを受けた和田は「テイエムオペラオーからたくさんのものをもらいましたが、僕からは何もお返しできませんでした。これからは一流の男になって、彼に認められるように頑張ります」と、声を詰まらせながら話した。引退式を終えた両馬は栗東トレーニングセンターへ戻されたのち、17日には共に種牡馬として繋養される北海道浦河町のイーストスタッドへ2頭揃って輸送された。イーストスタッド場長代理の青木大典は、馬運車から降りてきたテイエムオペラオーを見た時の印象を以下のように述べている。

### 種牡馬時代

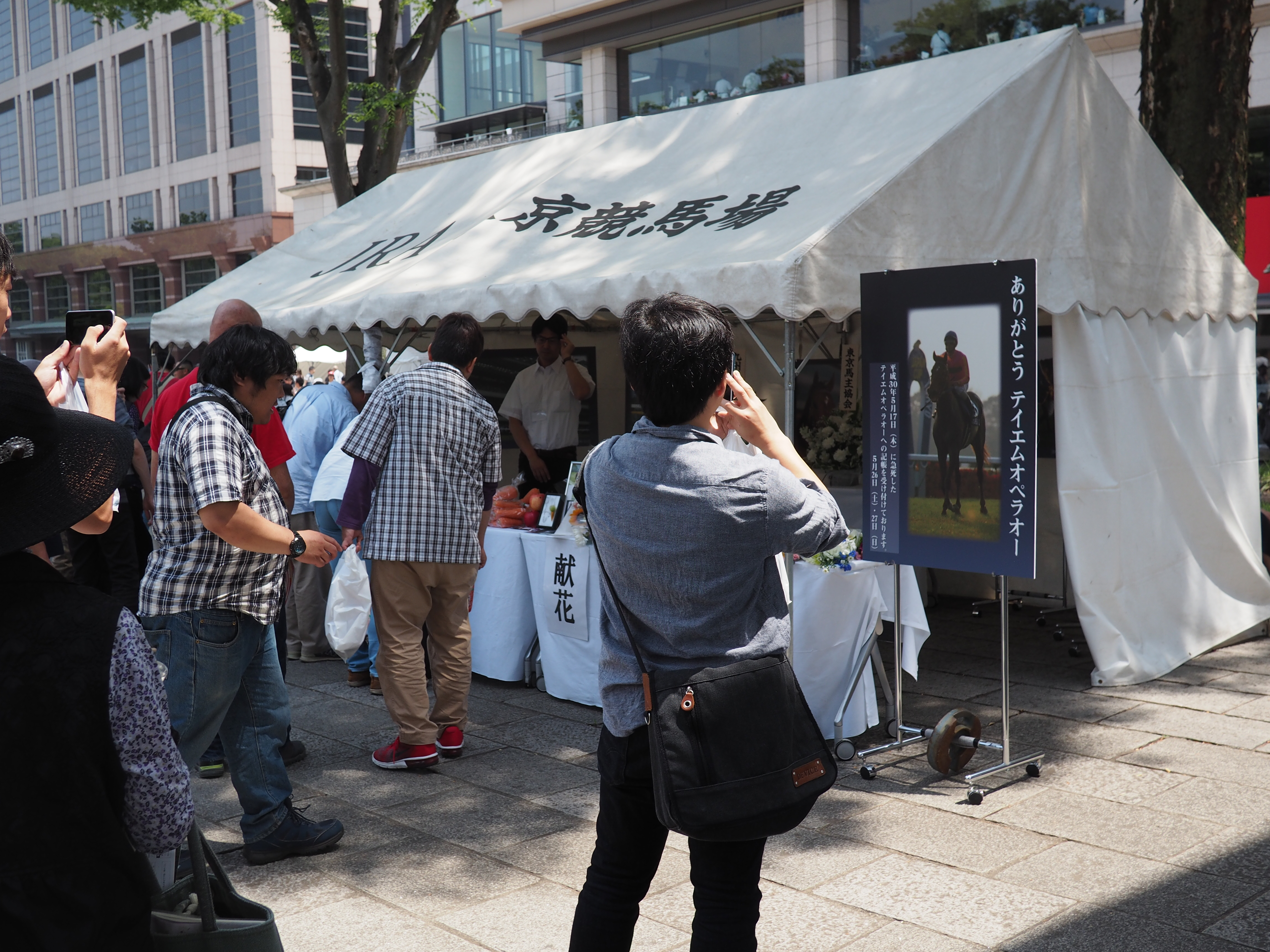
東京競馬場に設置された献花・記帳台
（第85回東京優駿）

種牡馬入りに際しては一般化していたシンジケートの組織は行われず、競走馬時代から引き続き竹園個人が所有した。近い年代でシンジケートが組まれなかった種牡馬が大きく成功した例はなく、早期に結果が出なければ生産者から見限られるのが早いというリスクもあった。テイエムオペラオーほどの実績を残した馬が個人所有されることは非常に珍しかったが、シンジケート種牡馬は産駒が活躍すれば種付け株が高騰しシンジケート非加入の生産者が交配しにくくなり、その反対に低調に終われば加入者が損を被り、さらには手元に残る種付け株が不良債権のようになるおそれがあり、生産者たちにそうしたリスクを負わせたくない、というのが竹園の言であった。また種牡馬としての繋養先は、テイエムオペラオーの故郷である浦河町のイーストスタッドと、日高軽種馬農協門別種馬場を1年ごとに行き来する形となった。イーストスタッドは中小生産者が集まる日高地方の東側に位置し、門別種馬場は西側に位置することから、地域の生産者に満遍なく便宜を図れるとされた。ただし、当初は有力種牡馬が集う社台スタリオンステーション入りが模索されたが、交渉がうまくいかなかったともされる。初年度の種付け料は500万円に設定され、93頭へ交配された。
産駒デビューを待つ間の2004年には中央競馬の顕彰馬に選出され、殿堂入りを果たした。前年に記者投票制となって初めての選定投票が行われていたが、対象馬における引退からの年数制限がなく票が割れたことが影響して落選しており、当年は「(1)1983年以前に競走馬登録を抹消された馬」、「(2)1984年1月1日から2003年3月31日の間に競走馬登録を抹消された馬」という2つの投票区分に分けられたうえで(2)の区分において選出された。なお、(1)の区分でタケシバオーも選出されていたが、その後顕彰馬選定投票の対象馬は一律に「引退後20年以内」に改められた。サンケイスポーツ記者の鈴木学は「初年度にテイエムオペラオーが落選したことが契機」になったとしている。
2005年に初年度産駒がデビューするも、年々競馬のスピード化が進む傾向にそぐわないスタミナタイプの仔が多く、種牡馬生活通算の成績で勝率は5％、1を平均値とするアーニング・インデックスで0.75と、いずれも平均値を下回っている。産駒からは障害重賞で3勝を挙げたテイエムトッパズレ、中央競馬のオープン馬では6勝を挙げたタカオセンチュリーや、1200メートル戦で5勝を挙げたメイショウトッパ―などが出たが平地重賞を勝つことはできなかった。また、著名な相手牝馬ではテイエムオーシャンと3年連続で交配されたが、テイエムオペラドンが1勝を挙げたのみに終わっている。種牡馬総合ランキングの最高成績は、2008年の37位であった。
2010年いっぱいで門別種馬場が閉鎖されるのにともない、同年6月にテイエム牧場の日高支場に移動、さらに11月にはレックススタッドへ移動し、その後さらに白馬牧場（新冠町）に移動したが、竹園の意向によって所在地は非公開とされていた。
晩年まで種牡馬としての活動を続けていたが、2018年5月17日の放牧中に心臓まひで倒れ、同日に死亡した。22歳没。当年も5頭の繁殖牝馬に種付け予定で、そのうち2頭への種付けを終えた矢先の出来事であった。その死を受けて東京、中山、京都、阪神および小倉の各競馬場には来場者を対象に記帳台が設けられ、11000筆以上が寄せられた。また、5月26日実施の東西メイン競走には「テイエムオペラオー追悼レース」の副称が冠された。6月15日には、同じく5月に白馬牧場で死亡したゴスホークケンと合同での慰霊祭が挙行され、関係者やファンら約50人が参列した。

## 競走成績
以下の内容は、JBISサーチおよびnetkeiba.comに基づく。
| 年月日 | 年月日 | 年月日 | 競馬場 | 競走名        | 格   | 頭 数 | 枠 番 | 馬 番 | オッズ （人気） | 着順 | 距離（馬場）  | タイム （上り3F） | 騎手     | 1着（2着）馬           |
| ------ | ------ | ------ | ------ | ------------- | ---- | ----- | ----- | ----- | --------------- | ---- | ------------- | ----------------- | -------- | ---------------------- |
| 1998.  | 8.     | 15     | 京都   | 3歳新馬       |      | 12    | 6     | 8     | 1.5（1人）      | 2着  | 芝1600m（良） | 1:36.7 (36.9)     | 和田竜二 | クラシックステージ     |
| 1999.  | 1.     | 16     | 京都   | 4歳未勝利     |      | 16    | 6     | 12    | 3.9（2人）      | 4着  | ダ1400m（良） | 1:28.0 (37.2)     | 和田竜二 | ゼンノホーインボー     |
|        | 2.     | 6      | 京都   | 4歳未勝利     |      | 10    | 2     | 2     | 1.8（1人）      | 1着  | ダ1800m（良） | 1:55.6 (38.3)     | 和田竜二 | （ヒミノコマンダー）   |
|        | 2.     | 27     | 阪神   | ゆきやなぎ賞  |      | 14    | 8     | 13    | 4.8（2人）      | 1着  | 芝2000m（稍） | 2:05.3 (36.6)     | 和田竜二 | （アンクルスルー）     |
|        | 3.     | 28     | 阪神   | 毎日杯        | GIII | 14    | 1     | 1     | 7.3（3人）      | 1着  | 芝2000m（良） | 2:04.1 (36.7)     | 和田竜二 | （タガノブライアン）   |
|        | 4.     | 18     | 中山   | 皐月賞        | GI   | 17    | 6     | 12    | 11.1（5人）     | 1着  | 芝2000m（良） | 2:00.7 (35.2)     | 和田竜二 | （オースミブライト）   |
|        | 6.     | 6      | 東京   | 東京優駿      | GI   | 18    | 7     | 14    | 4.2（3人）      | 3着  | 芝2400m（良） | 2:25.6 (35.3)     | 和田竜二 | アドマイヤベガ         |
|        | 10.    | 10     | 京都   | 京都大賞典    | GII  | 10    | 8     | 10    | 5.5（3人）      | 3着  | 芝2400m（良） | 2:24.4 (34.3)     | 和田竜二 | ツルマルツヨシ         |
|        | 11.    | 7      | 京都   | 菊花賞        | GI   | 15    | 3     | 4     | 3.5（2人）      | 2着  | 芝3000m（良） | 3:07.7 (33.8)     | 和田竜二 | ナリタトップロード     |
|        | 12.    | 4      | 中山   | ステイヤーズS | GII  | 14    | 6     | 10    | 1.1（1人）      | 2着  | 芝3600m（良） | 3:46.2 (35.8)     | 和田竜二 | ペインテドブラック     |
|        | 12.    | 26     | 中山   | 有馬記念      | GI   | 14    | 6     | 11    | 12.0（5人）     | 3着  | 芝2500m（良） | 2:37.2 (34.9)     | 和田竜二 | グラスワンダー         |
| 2000.  | 2.     | 20     | 京都   | 京都記念      | GII  | 11    | 7     | 8     | 1.9（1人）      | 1着  | 芝2200m（良） | 2:13.8 (34.4)     | 和田竜二 | （ナリタトップロード） |
|        | 3.     | 19     | 阪神   | 阪神大賞典    | GII  | 9     | 1     | 1     | 2.0（1人）      | 1着  | 芝3000m（稍） | 3:09.4 (35.3)     | 和田竜二 | （ラスカルスズカ）     |
|        | 4.     | 30     | 京都   | 天皇賞（春）  | GI   | 12    | 5     | 5     | 1.7（1人）      | 1着  | 芝3200m（良） | 3:17.6 (34.4)     | 和田竜二 | （ラスカルスズカ）     |
|        | 6.     | 25     | 阪神   | 宝塚記念      | GI   | 11    | 1     | 1     | 1.9（1人）      | 1着  | 芝2200m（良） | 2:13.8 (35.7)     | 和田竜二 | （メイショウドトウ）   |
|        | 10.    | 8      | 京都   | 京都大賞典    | GII  | 12    | 1     | 1     | 1.8（1人）      | 1着  | 芝2400m（良） | 2:26.0 (33.3)     | 和田竜二 | （ナリタトップロード） |
|        | 10.    | 29     | 東京   | 天皇賞（秋）  | GI   | 16    | 7     | 13    | 2.4（1人）      | 1着  | 芝2000m（重） | 1:59.9 (35.3)     | 和田竜二 | （メイショウドトウ）   |
|        | 11.    | 26     | 東京   | ジャパンC     | GI   | 16    | 4     | 8     | 1.5（1人）      | 1着  | 芝2400m（良） | 2:26.1 (35.2)     | 和田竜二 | （メイショウドトウ）   |
|        | 12.    | 24     | 中山   | 有馬記念      | GI   | 16    | 4     | 7     | 1.7（1人）      | 1着  | 芝2500m（良） | 2:34.1 (36.4)     | 和田竜二 | （メイショウドトウ）   |
| 2001.  | 4.     | 1      | 阪神   | 産経大阪杯    | GII  | 14    | 8     | 14    | 1.3（1人）      | 4着  | 芝2000m（良） | 1:58.7 (35.6)     | 和田竜二 | トーホウドリーム       |
|        | 4.     | 29     | 京都   | 天皇賞（春）  | GI   | 12    | 1     | 1     | 2.0（1人）      | 1着  | 芝3200m（良） | 3:16.2 (35.5)     | 和田竜二 | （メイショウドトウ）   |
|        | 6.     | 24     | 阪神   | 宝塚記念      | GI   | 12    | 4     | 4     | 1.5（1人）      | 2着  | 芝2200m（良） | 2:11.9 (35.0)     | 和田竜二 | メイショウドトウ       |
|        | 10.    | 7      | 京都   | 京都大賞典    | GII  | 7     | 5     | 5     | 1.4（1人）      | 1着  | 芝2400m（良） | 2:25.0 (34.1)     | 和田竜二 | （スエヒロコマンダー） |
|        | 10.    | 28     | 東京   | 天皇賞（秋）  | GI   | 13    | 5     | 6     | 2.1（1人）      | 2着  | 芝2000m（重） | 2:02.2 (35.8)     | 和田竜二 | アグネスデジタル       |
|        | 11.    | 25     | 東京   | ジャパンC     | GI   | 13    | 5     | 6     | 2.8（1人）      | 2着  | 芝2400m（良） | 2:23.8 (35.1)     | 和田竜二 | ジャングルポケット     |
|        | 12.    | 23     | 中山   | 有馬記念      | GI   | 13    | 8     | 12    | 1.8（1人）      | 5着  | 芝2500m（良） | 2:33.3 (34.3)     | 和田竜二 | マンハッタンカフェ     |

### レーティング
| 年度   | 馬齢     | 馬場 | 距離区分（m）  | 値  | 対象                    | 出典   |
| ------ | -------- | ---- | -------------- | --- | ----------------------- | ------ |
| 1999年 | 4（3）歳 | 芝   | L（2200-2799） | 119 | JPNクラシフィケーション | [ 45 ] |
| 2000年 | 5（4）歳 | 芝   | I（1900-2199） | 121 | JPNクラシフィケーション | [ 4 ]  |
| 2000年 | 5（4）歳 | 芝   | L（2200-2799） | 122 | JPNクラシフィケーション | [ 4 ]  |
| 2000年 | 5（4）歳 | 芝   | E（2800-）     | 117 | JPNクラシフィケーション | [ 4 ]  |
| 2001年 | 5歳      | 芝   | L（2200-2799） | 122 | JPNクラシフィケーション | [ 5 ]  |
| 2001年 | 5歳      | 芝   | E（2800-）     | 117 | JPNクラシフィケーション | [ 5 ]  |

※馬齢と距離区分はいずれも当時のもの。強調は区分における年度の最高値。

### 記録（引退時）
獲得賞金
- 歴代最高賞金獲得: 18億3518万9000円[106]
- 歴代最高年間賞金獲得: 10億3600万4000円[106]

勝利数・連勝記録
- GI通算最多勝利: 7勝（タイ）[88]
- GI年間最多勝利: 5勝[81]
- GI最多連勝: 6連勝[121]
- GI最多連続連対: 9連続連対[6]
- 重賞最多勝利: 12勝（タイ記録）[122]
- 重賞最多連勝: 8連勝（タイ記録）[81]
- 天皇賞最多勝: 3勝[89]
- 主要全4場（東京・中山・京都・阪神）でGI勝利（グレード制導入後初）[65]

人気
- 連続1番人気: 15戦[6]

## 種牡馬成績
以下の内容は、JBISサーチの情報に基づく。

### 主な産駒
- 中央競馬重賞勝馬
  - テイエムトッパズレ（2003年産 2008年京都ジャンプステークス 2009年京都ハイジャンプ、東京ハイジャンプ）
  - テイエムエース（2003年産 2008年東京ハイジャンプ）

- 中央競馬オープン競走勝馬
  - ダイナミックグロウ（2004年産 2008年阿蘇ステークス、ほか地方競馬重賞2勝）
  - テイエムキュウコー（2011年産 2013年ひまわり賞）
  - テイエムヒッタマゲ（2014年産 2017年昇竜ステークス、ほか地方競馬重賞1勝）

- 地方競馬重賞勝馬
  - カゼノコウテイ（2003年産 2010年瑞穂賞・門別）
  - テイエムハエドー（2003年産 2006年肥後の国グランプリ・荒尾）
  - タカオセンチュリー（2003年産 2011年アフター5スター賞・大井）
  - テイエムジカッド （2004年産 2007年たんぽぽ賞・荒尾 2008年霧島賞・荒尾）
  - バグパイプウィンド（2004年産 2009年金盃・大井）
  - テイエムヨカドー（2004年産 2010年霧島賞・荒尾 2011年東京シンデレラマイル・大井）
  - テイエムヒッカテ（2006年産 2009年門松賞・荒尾）
  - テイエムハエンカゼ（2009年産 2011年霧島賞・荒尾 2011年たんぽぽ賞・荒尾）
  - テイエムゲッタドン（2011年産 2014年霧島賞・荒尾）
  - テイエムマケンゲナ（2013年産 2017年すみれ賞・佐賀）
  - テイエムサツマオー（2018年産 2021年飛燕賞・佐賀）

### 母の父として主な産駒
- 中央競馬オープン競走勝馬
  - トップウイナー（2016年産 2020年欅ステークス 父バゴ）

- 地方競馬重賞勝馬
  - スイシン（2013年産 2016年佐賀桜花賞 父ワイルドワインダー）
  - アニメート（2014年産 2017年背振山賞 父ワイルドワインダー）
  - テイエムチューハイ（2014年産 2021年霧島賞 父ブラックタイド）

## 特徴・評価

### 身体面に関する特徴・評価

#### 骨と心臓の強さ
2001年春、それぞれ日本中央競馬会（JRA）の傘下にある競走馬総合研究所、日高育成牧場研究室、そして美浦・栗東両トレーニングセンターの診療所が合同し、競走馬の運動強度に伴う負荷の掛かり方を明らかにする「運動負荷試験システムの確立と応用試験」というプロジェクトが発足した。従来JRAは実験馬や馬主に配布される前の抽せん馬を対象にデータを収集していたが、当プロジェクトは現役競走馬を対象にデータを取ることになり、対象馬の1頭にテイエムオペラオーが選ばれた。
これ以前から、テイエムオペラオーを診察していた栗東トレーニングセンターの獣医師は、その心拍数がおおよそ26～28回/毎分と、一般例（約36回/毎分）に比較して非常に少なく、同時に時折「拍動を1回飛ばしたのではないか」と誤認するほど、鼓動と鼓動の間に長い沈黙が現れる例があることを観察していた。拍動数が少ないということは、拍動1回あたりの体内への血液拍出量が多いということで、血液拍出量が多いということは体内に送れる酸素量が多く、身体負荷の掛かりにくい有酸素運動をより長く続けることができると推測された。拍動数に関しては、この獣医師の経験上で近い数字の持ち主は、1997年の菊花賞優勝馬マチカネフクキタルで毎分28回、また伝聞ではシンボリルドルフが毎分30回程度だったとされる。また岩元は経験的に、運動後のテイエムオペラオーの息遣いが平常に戻るのが非常に早いという印象を抱いていた。
2001年宝塚記念前の追い切りで4歳500万下のトップジョリーと共に採取されたデータでは、まず運動強度の低いタイム計測4分前の段階では、トップジョリーの心拍数130に対してテイエムオペラオーは同80、そして運動強度が上がるとテイエムオペラオーの心拍数はトップジョリーよりも素早く上昇しながらも最大心拍数は同馬より少なく（トップジョリー234回/毎分、オペラオー219回/毎分）、ゴール地点を過ぎて心拍数が100回/毎分まで戻る時間も、同1230秒に対して490秒とテイエムオペラオーの方が早かった。調教全体のタイムは全体の6ハロン（1200メートル）でトップジョリーが84秒3に対しテイエムオペラオーが80秒9、最後の1ハロンで前者が13秒6、後者が12秒3というもので、テイエムオペラオーの方が遥かに速かったが、ゴールから4分後に計測された血中乳酸濃度（体内の酸素を使い果たした後に増加する）は前者が19.22、後者が15.35とテイエムオペラオーの方が少なく酸素摂取効率が非常に優れており、競走馬総合研究所は「テイエムオペラオーは傑出した持久力を持った競走馬であることが証明されました」とした。また、2歳8月の実験馬との心臓自体の比較では、心臓の強靭さの目安となる心室厚が実験馬の約1.5倍、1回の血液拍出量は同1.8倍という驚異的な数値であった。
また、宝塚記念後に計測された安静時心拍数は、担当獣医師が以前から観察していた回数を裏付ける25回/毎分であり、また独特の心音の「飛び」も心電図上に記録されていた。心電図から算出された、交感神経・副交感神経のバランスを示すHF（高周波帯域）パワー、LF（低周波帯域）パワーは、同じく実験に協力していたアグネスタキオンなどと比較しても格段に良好な数値であった。この部分に関して、実験を担当した獣医師は岩元への報告書で「今後何かの機会に別の馬で（より）高い数値が記録される機会があるかもしれませんが、おそらくサラブレッド競走馬のMaxの数値に近いのではないでしょうか」と記している。
テイエムオペラオーは長時間の心電図記録から安静時心拍数を計算できた稀な例で、3時間にわたる長時間記録中の平均心拍数ｈ25拍/分。落ち着いて心拍数が下がっているときは、20拍/分前後だった。また心臓エコー検査で得られた各種の測定値からの推定で、テイエムオペラオーの心臓は約7kgであったと考えられている。これは記録に残るエクリプスの6,4㎏、イージーゴアの6.8kgを上回るほどであった
骨も研究がされており、普通の馬は利き足がはっきりしているが、テイエムオペラオーは骨に左右の差がなく右利きでもあり、左利きでもあったので右回りにも左回りにも対応できたのではないかと語られている

#### 食の細さ
テイエムオペラオーは、岩元が「こんな馬、男馬では初めて」と嘆くほど「飼い食いが悪い（食が細い）」馬であった。イーストスタッド場長の前田秀二によれば、栗東から北海道への輸送中、テイエムオペラオーは飼い葉を全く口にせず、丸ごとの人参も食べず、細かく刻んだ人参を床に叩きつけて柔らかくしたものを桶に入れてようやく口にしたという。この食の細さは、後述する国外への遠征をしなかった理由のひとつとしても挙げられた。競走前にはしばしば、飼い食いの悪さに岩元の「泣き」が入ることが恒例となっていたが、一方でこれは「人気の重圧を少しでも和らげようと思って、少しオーバーに言っていただけ。口ほど深刻にはとらえていなかった」とも振り返っており、また「飼い食いが悪い」わけではなく「食べるのが遅い」馬だったのだともしている。

### 競走能力・レーススタイルに関する特徴・評価
騎手を務めた和田は、「『勝った』と思ったらすぐに気を抜く。そんな賢さを持った馬でした。圧勝したレースがほとんどないのはそのため。あれだけ長い間好調を維持できたのは必要以上の力を使わなかったから、という面もあると思うんですよ。後続をぶっちぎって勝つような、瞬間的な強さが高い評価を受けるのは分かりますが、あの馬みたいな長期間にわたる強さにも、すごく価値があると思う。馬の評価は見る人にもよって分かれるんだろうけど、もちろん僕の中ではテイエムオペラオーこそが理想の名馬です」としている。
安藤勝己は「ここ10年ぐらいでは抜けて強い馬だと思う。突き放して勝つとか大差で勝つとか、そういう馬は負けるときコロッとやられるけど、テイエムみたいな馬はそういう風にならないもの。引退すりゃ分かるよ。あの馬がどれだけ強かったか」と評した。また後藤浩輝は「相手のことを分析するとき、この馬はどういうタイプの馬なのか、その弱点をつかむのが攻略するポイントになるけど、テイエムオペラオーに関しては、それが見えてこない。故障がないというのも凄いことなんだけど、レースにおいていつもこういうレースをやっているとか、こうしたらこうなるということが全然、テイエムオペラオーには見えてこない。それがあの馬の強さの秘密なんじゃないか」と述べている。武豊は「強いんじゃないですか。本当に強いと思いますよ。いつも離して勝つわけじゃないから負ける方にしてみればどうにかすれば勝てるんじゃないかと思うんですが勝てませんものね」と述べている。
野平祐二は、テイエムオペラオーの特徴は故障を心配するほどに「いつも真面目に走っている」点にあるとし、「あれだけレースに行ってしっかり走るという馬はほとんど出てこない」、「リボーやミルリーフと比較しても負けない」と評した。また野平はテイエムオペラオーの真骨頂は「馬群を割って伸びる闘争心」にあるとしている。ライターの栗山求は「まあとにかく『ミスター写真判定』って名付けたいぐらいゴール前の競り合いには強い」と評している。
アナウンサーの杉本清は「相当、強い馬には違いないのですが、走っても走っても、勝っても勝っても強いという印象を与えない、不思議な馬」であるとし、その理由として「"相手をねじ伏せる"というような競馬をするタイプではない」、「馬体から迫力を感じる馬ではない」という2点を挙げている。その上で「結果が示しているように、この馬はたしかに強いのです。レースぶりを見て感じるのは、"本当の芯の強さ"がある馬だということです。ねじ伏せる強さはないけれど、どんな展開にも対応できるし、気が付けば勝っているという、見たイメージとは裏腹の、そんな強さを持った馬だと思います」と評している。
着差をつけずに渋太く勝つというスタイルは、往年の五冠馬シンザンに擬せられ、有馬記念の優勝時には「平成のシンザン」という声もあった。ステイゴールドの管理調教師・池江泰郎はテイエムオペラオーを評して「勝負を知っている馬ですね。ゴールがどこにあるかわかっている感じがします。それを示すように接戦のレースが多い。ゴール前ちょっとでも、頭でもクビでもスッと抜け出すのが一番強い馬なんですよ。シンザンもそうでしたから」と述べ、ライターの江面弘也は「テイエムオペラオーのレースは地味だった。レコードも大差勝ちもいらない、ハナ差でも勝ちは勝ち、という『シンザンタイプ』の馬だった」としている。2000年のシーズンは傑出した成績を残しながら、同じ顔触れの2着馬との着差がなかったことでレーティング面では高い数値にならなかったが、選考の席上では「シンザンもおそらく高いレーティングがつく馬ではなかっただろう」と話題に上ったという。

### レーティングによる評価
| 2001年から過去5年間の年度最高レート（芝） | 2001年から過去5年間の年度最高レート（芝） | 2001年から過去5年間の年度最高レート（芝） | 2001年から過去5年間の年度最高レート（芝） | 2001年から過去5年間の年度最高レート（芝） | 2001年から過去5年間の年度最高レート（芝） |
| 年                                        | 馬名                                      | 区分（m）                                 | 値（pds）                                 | 出典                                      |                                           |
| ----------------------------------------- | ----------------------------------------- | ----------------------------------------- | ----------------------------------------- | ----------------------------------------- | ----------------------------------------- |
| 1997                                      | バブルガムフェロー                        | L（2200-2799）                            | 121                                       | [ 5 ]                                     |                                           |
| 1998                                      | サイレンススズカ タイキシャトル           | M（1400-1899）                            | 122                                       | [ 5 ]                                     |                                           |
| 1999                                      | エルコンドルパサー                        | L（2200-2799）                            | 134                                       | [ 5 ]                                     |                                           |
| 2000                                      | テイエムオペラオー                        | L（2200-2799）                            | 122                                       | [ 5 ]                                     |                                           |
| 2001                                      | エイシンプレストン ジャングルポケット     | M（1400-1899） L（2200-2799）             | 123                                       | [ 5 ]                                     |                                           |

テイエムオペラオーのレーティングによる最高数値は、2000年と2001年のジャパンカップで記録したL（Long）コラム122となった。2000年においては年度の日本調教馬全体の最高数値となったが、過去の数値と比較した場合、フランス遠征のなかで日本調教馬として歴代最高数値を得たエルコンドルパサーの134、日本国内においても前年スペシャルウィークの123を下回っており、決して低くはないものの突出して高いものでもなかった。『優駿』は「GI5勝今季無敗のテイエムだけに、全体に評価が低いのではないか、と感じる方は少なくないように思う」とし、その選考過程を詳説した。
まずジャパンカップにおけるレート決定にあたり、「基準馬」とされたのは安定性の高い能力をもつファンタスティックライトであった。日本のハンデキャッパーは当初、同馬がキングジョージ6世&クイーンエリザベスステークスの2着で得ていた「124」の数値を基準として、その馬に勝利したこと、さらに「テイエムオペラオーが今季に残した着差以上のパフォーマンスをプラスαとして加味したい」という考えから、「125」のレートを提案していた。しかし他の各国ハンデキャッパーから「スローペースからの上がり勝負となったジャパンカップの展開で、後方から差し切ることができなかったファンタスティックライトがトップパフォーマンスを示したとは考えられない」と異論が上がり、マンノウォーステークスで得ていた120ポンドが基準値とされ、着差を2ポンド分として加えた122ポンドがテイエムオペラオーの数値とされた。『優駿』は「テイエムオペラオーが残した実績は、空前にしておそらく絶後ともなり得るものである。多くの称賛をもって讃えられるべき歴史的名馬であるといえる。だがまた、競走能力を指数化したレーティングは積み重ねた記録とは別物であるということだ」と、この解説を結んだ。
JRA審判部首席ハンデキャップ役の甲佐勇と古橋明は、当時まだ新しい指標であった国際的な「クラシフィケーション（レーティング）」と、かつて日本で評価指標となっていた「フリーハンデ」の違いを問われ、「クラシフィケーションは1レースごとの評価なんです。各国のハンデキャッパーがレースを見て、こっちは何ポンド、あっちは何ポンドと決めていきます。（中略）一方、フリーハンデはタイトル数や通年の活躍ぶりを評価して付けていた部分がありました。シンザンやシンボリルドルフのように、連勝してGIを数多く勝つと高くなるわけです。テイエムオペラオーもフリーハンデならもっと高くなったはずです。でも1レースごとの評価だと、そうはいかない。クラシフィケーションでは、他の馬との着差がポンド差に反映されるんです。だから、いつも僅差で勝つテイエムオペラオーはなかなか高くならないんですよ」と解説し、また同時に「ファンタスティックライトを負かしたテイエムオペラオーの強さというのは、海外へ行っていなくても認識されていますし。ただアウェーに行って活躍してもらわないと、なかなかクラシフィケーションには反映されないのは事実ですね」とレート決定の内実を語っている。

### 大衆的人気の低さ
競走馬時代のテイエムオペラオーは、しばしば「人気がなかった」とされる。和田自身、テイエムオペラオーの人気（大衆的人気）の低さについては「日本人の判官びいきっていうのを感じさせられましたね。きっと外国だったら、勝てば勝つほど人気が上がり、すごいアイドルホースになっていたでしょう。でも日本じゃ、勝つだけでは強い印象を与えられないんですね」との感想を述べている。
河村清明は2000年のテイエムオペラオーの戦績を取り上げて「まさに非の打ち所のない活躍を見せた。1年を通じて、同馬の好調をキープした陣営の手腕は見事だったし、また接戦を必ずものにした勝負強さは稀有なものだったと評価できる」としながらも、「巷間言われるように、テイエムオペラオーには人気がなかった。本来であれば、『どこまで勝ち続けるのか』といった期待がファンに醸成されるはずなのに、そういった気配は感じられず」と続け、その理由として、テイエムオペラオーが連勝中の各競走がどれも似通った展開だったこと、代表的なライバルだったナリタトップロード、メイショウドトウの騎乗に「何の工夫もなく、歯がゆく映って仕方なかった」こと、さらに両馬とテイエムオペラオーの力関係が「展開ひとつで着順の変わる力関係であったのはおよそ間違いなく、（中略）テイエムオペラオーを含めた上位の馬たちは、本当に強いのかと、ファンは信じることができなかったのだ」と論じた。河村はまた、2001年のテイエムオペラオーが新世代の馬たちに敗れ続けた事実をもって、「むろん加齢による能力の衰えは考えられる」としつつも、「オペラオーが絶対的存在でなかったのは間違いなく、ファンはそれを00年の時点で見抜いていたのだ。あの馬の人気のなさは、ファンの眼力の向上を如実に証明していたと私は信じている」と結んでいる。また吉田均も、テイエムオペラオーが勝ったレースの2着馬が「つねにメイショウドトウ、ほかでもナリタトップロードとラスカルスズカ」とバリエーションに乏しいことを取り上げ、「グラスワンダーとスペシャルウィークがいて2000年を勝ち続けていたら凄いと思うし、スター性もあったと思う。本当にスター性がないよね」と評した。
競馬評論家の井崎脩五郎はテイエムオペラオーの競走生活を総括し「ぼくが一番強いと思っているスペシャルウィーク世代にはオペラオーはかなわなかったと思うな。あの世代が根こそぎいなくなったし、海外の方が日本より景気がよくなって一流馬が日本に来なくなった時期とも重なるんだもの。ひとつ上は強いけど、ひとつ下はすごく弱いんだもの」と述べ、一年下の世代ではテイエムオペラオーを破ったアグネスデジタルだけが強かったとし、「テイエムオペラオーはいちばんいいとこで勝っている」とした。それを受けて、キャスターの鈴木淑子が「シンボリルドルフを超える馬かというと『？マーク』がつくのは、めぐり合わせがよくて勝てていると思われているからですか」と問うと「みんなが納得しないのは、それがあるからだろうね」と述べ、同時にファンからの人気が乏しい理由もそこに関係するのではないかとした。
ただし井崎は後年、平成の競馬を代表する名勝負としてテイエムオペラオーが勝利した2000年の有馬記念を選び「あれこそ人馬一体のかがみ」「能力と気力の最高峰」「あの時のオペラオーなら、どこに行っても勝っていたんじゃないかな。凱旋門賞でも勝てると思ったもの」と評価を改めている。
柴田政人は人気に乏しい要因を「毛色にもよるんじゃないか」と推測し、これを受けた野平祐二は「テイエムオペラオーは栗毛でもちょっと色の濃い、栃かかった（栃栗毛に近い）色なんです。グッドルッキングホースというのは結構いるんですよ。それはそれなりに走るんですが、グッドホースになると違うんです。見た目は称賛されなくても競馬にいくと強い馬をそういうんです。テイエムオペラオーは、まさにグッドホースですよね」と称えつつも、「色（の影響）はある」とした。
江面弘也は「勝ち方が地味だとか、名前が悪いとか、あるいは負かした相手が弱すぎるだとか、アンチオペラオーの言い分はさまざまだが、若いファンやマスコミが飛びつく血統や話題性がないのが最大の理由だと私は思っている。たとえば武豊が乗る有力厩舎のサンデーサイレンス産駒だったならば、ずいぶんと状況が違ったはずだ」としている。須田鷹雄は、テイエムオペラオーを支持するファンが「競馬場にはいるのかもしれないけれど、競馬マスコミとか、それを読むファンは支持していないのかもしれませんね。競馬メディアが増えてきて、ひねった見方を提示しなければいけないという考えが固定化し、浸透しすぎてしまった感じもありますから」との見解を示し、これを受けた柏木集保は「それはある意味真理でしょうね」と応じている。阿部珠樹は「血統はサンデーサイレンスとは無縁だった。自厩舎の若い騎手が最後まで手綱を取りつづけた。春も秋も、2000メートル以上のGIにはすべて出走した。しかも2シーズンつづけて。そして国内最強を謳われながら、海外遠征のそぶりも見せなかった。時代の傾向とことごとく反する中で、名馬としての地位を固めていった。それがテイエムオペラオーである」と評し、「アイドル的人気のなさ、反時代的孤立は、むしろ、この馬の勲章といえるのではないか」、「この馬の評価は、10年、20年経って高まるのではないか」とした。

### なぜ国外遠征をしなかったのか

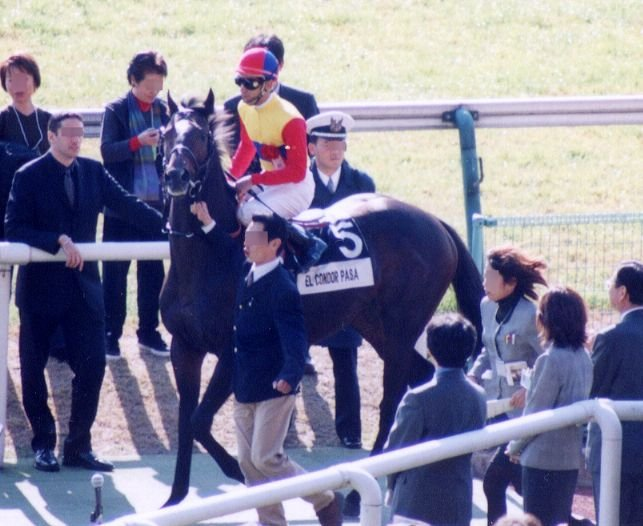
エルコンドルパサー。スペシャルウィーク、グラスワンダーの同期馬であり、フランスでサンクルー大賞に勝利したほか、凱旋門賞2着などの成績を残した。

伝記『テイエムオペラオー 孤高の王者』の著者・木村浚太は、同書あとがきの冒頭で「私は常々、テイエムオペラオーに対する世間の評価の低さが不思議でなりませんでした」と書き出し、その「評価の低さ」を生んだ最大の理由を「"ひとり横綱"だったことと、海外遠征を断念（あるいは拒否）したことによる」とし、これがため「最後の最後まで『テイエムオペラオーは強い相手に勝っていない』と言われ続けてしまった」と論じている。
1999年にフランスで活躍したエルコンドルパサーなど、当時は日本調教馬が従来敗退を続けてきたヨーロッパで勝利を挙げる例が相次いでおり、テイエムオペラオーに対してもファンやマスメディアは遠征を希望する声をあげていた。著名な競馬関係者にあっても、たとえば社台ファーム代表の吉田照哉は「テイエムオペラオーの実力は世界最高峰のレベルにある」と評価したうえで、「あの馬ならキングジョージなんて最適の馬場ですから、まず勝てると思うのですが。テイエムオペラオーの種牡馬としての価値を考えても、これ以上日本のレースを勝っても変わりませんが、キングジョージを勝てば世界的な評価が変わってくるはずです。日本の競馬を盛り上げるために国内で走らせるということですが、まずは内国産馬が海外でGIレースを勝って、日本の競馬レベルが本当に欧米と肩を並べたいうことをファンに示すことも、競馬を盛り上げるのに必要なことだと思うのですが」と遠征をしないことへの疑問を呈し、また野平祐二は「できることなら、"キングジョージ"、凱旋門賞、ブリーダーズカップ・ターフのなかの、どれか一つでもいいから、ぜひ走らせてみてほしいと思います。それは、テイエムオペラオーなら当然勝負になるという考えがあるのはもちろん、海外へ遠征することによって、関係者がこれから国内で戦う限り感じざるを得ない大きなプレッシャーから解放されるのではないかという思いもあってのことなのです」と述べた。
中には、「日本の競馬ファンのひとりとして、テイエムオペラオーの1勝をファンに貸していただきたいと、オーナーの竹園正繼氏に失礼を承知でお願いしたい」（江面弘也）、「人気の馬を持ったら公人になって、自分の馬ではなく日本の馬、ファンの馬というようなお考えで、ファンの期待に応えていただきたいとも思います」（鈴木淑子）などと、はっきりと竹園に向けて遠征を促すメッセージを送る者もあったが、テイエムオペラオーが遠征に出なかったことは、竹園よりも調教師である岩元の意向が大きかった。岩元には巷間にあった欧米の競馬を無条件に日本競馬よりも上位とする見方への反感があり、欧米の強豪と戦いたいならばジャパンカップがあり、そもそも同競走はそのために創設されたはずだという意識もあった。また、2000年には欧州で口蹄疫が流行し、検疫が厳しくなっていた状況もあり、そうしたなかで岩元厩舎に遠征のノウハウもない以上、テイエムオペラオーほどの馬を最初のケースにするのはリスクが大きすぎるという判断があった。かつて岩元が心酔していたシンボリルドルフが、アメリカ遠征で怪我を負い引退に追い込まれたという出来事も頭にあったという。竹園も基本的には岩元の考えに同意していたが、遠征を望む声が大きく高まれば行っても良いという程度の考えはあり、実際に2001年の天皇賞（春）を勝った後には「宝塚記念を勝てば遠征も視野に」という見解を示していたが、敗れたことで幻に終わった。一方この天皇賞後のインタビューでも、岩元は「海外遠征ですが、私はあまり興味がありません」と話していた。
なお、2000年から2001年にかけて欧米で継続的に騎乗していた武豊によれば、2001年春にステイゴールドがアラブ首長国連邦のドバイシーマクラシック（G2。当時）を制したあと、「ステイゴールドを何度も負かしている『ティーエムオペラ』という馬は強いのか」と、外国でもしばしば話題に上っていたという。

### 雨とテイエムオペラオー
テイエムオペラオーが出走する競走当日は、天気が崩れる例が目立った。テイエムオペラオーは重馬場巧者であり、原口政也は2000年の天皇賞（秋）における心境を語るなかで「オペラオーが走るときは、なぜか雨が降る。オペラオーにとって雨は喜ばしい。芝が重くなって時計がかかっても大丈夫だし、一発が怖い『切れる』馬は、脚が鈍る。天候さえもオペラオーの味方についてくれて、心強い」と述べている。一方、石田敏徳は「この馬が走るときは不思議に崩れることの多い天候を指して『最強馬ではなく最強運馬だ』などと憎まれ口を叩く者もいる」と紹介したうえで、「中距離の高速戦に対する適性を証明する舞台に、テイエムオペラオーが恵まれてこなかったことは、彼ら（注：テイエムオペラオー陣営）にとってこそ実は"不運"だったかもしれないとは書いておきたい」と取材記で述べている。

### 投票企画などの結果
| 年度   | 企画者                 | 企画                                      | 順位   | 出典    |
| ------ | ---------------------- | ----------------------------------------- | ------ | ------- |
| 2000年 | 日本中央競馬会         | 20世紀の名馬大投票                        | 第27位 | [ 148 ] |
| 2000年 | 優駿（日本中央競馬会） | プロの目で厳選した20世紀のベストホース100 | 選出   | [ 58 ]  |
| 2004年 | 優駿（日本中央競馬会） | 年代別代表馬BEST10（2000年代）            | 第1位  | [ 140 ] |
| 2010年 | 優駿（日本中央競馬会） | 未来に語り継ぎたい不滅の名馬たち          | 第10位 | [ 149 ] |
| 2010年 | AERA（朝日新聞社）     | 競馬のプロが選ぶニッポンの名馬ベスト10    | 第20位 | [ 150 ] |
| 2015年 | 優駿（日本中央競馬会） | 未来に語り継ぎたい名馬BEST100             | 第11位 | [ 151 ] |
| 2021年 | 優駿（日本中央競馬会） | 新世紀の名馬ベスト100                     | 第8位  | [ 7 ]   |
| 2024年 | 優駿（日本中央競馬会） | 未来に語り継ぎたい名馬BEST100             | 第13位 | [ 152 ] |

上記のうち、識者投票の形であった「年代別代表馬BEST10」の企画では、5人の選者全員がテイエムオペラオーに1位票を投じた。その中で須田鷹雄は「2000年のレースぶりは『単に強いというだけでも、ここまで強ければそれだけで十分価値になる』とでもいうべきものだった。ただ、こういうタイプが何十年後にも強い印象を残しているかどうかは微妙」と述べたが、2021年に行われ、テイエムオペラオーの全盛期からは外れる2001年以降に活躍した馬を対象とした「新世紀の名馬BEST100」の投票で8位にランクインし、三好達彦は「『世紀末覇王』の呼び名さえ聞こえてきたのは20世紀最後の年、2000年のことだった。それにもかかわらず、今回のランキングでベスト10に食い込んだところに、テイエムオペラオーが残した蹄跡の深さをあらためて感じ入った」と評した。この企画の講評会では須田と若年ファン代表の津田麻莉奈が対談し、テイエムオペラオーの順位に触れて津田が「2000年のインパクトが相当だったということですね」と述べ、須田が「8戦8勝でGI5勝だもの」と応じている。

## 各関係者について
テイエムオペラオー陣営は、馬主・竹園正繼と調教師・岩元市三の間の関係性、そして岩元の師である布施正を介した、当時すでに旧来的といわれた人間関係による結びつきを特徴とした。野平祐二は、牧場からの馬の購入ひとつをとっても「いまは古いつながりを持っていてもお構いなしに外国に行って高くていい馬を買ってきちゃう時代」、騎手起用については「乗り替わりのほうが日常茶飯事」、馬主と調教師の関係性では「高い馬を買ってくれるオーナーがいれば、どこへでもついて行って自分のところにいい馬を入れるような時代」と指摘し、そうした時代の傾向からことごとく反した関係性の中から生まれたテイエムオペラオーを「神の思し召し以外のなにものでもない」、「よくぞやった。よくぞ出てきたもんだ」と称賛した。また石田敏徳は「人馬の巡り合わせとは本当に不思議なもので、もし岩元と竹園の邂逅がなければ、テイエムオペラオーは全く異なる馬生を歩んでいたに違いない。もっと完璧な王道を歩んでいただろうか。あるいは海外へ雄飛していただろうか。だがどんな想像を働かせてみても、岩元の"チーム"に所属するよりさらに魅力的なテイエムオペラオーを、私にはどうしてもイメージすることができないのだ」と述べた。
竹園正繼と岩元市三
馬主の竹園正繼と調教師の岩元市三はいずれも鹿児島県肝属郡垂水町（後の垂水市）出身で、幼馴染であった。年齢では1つ、学年では2つ竹園の方が上で、竹園は子供たちのグループのボス的存在で岩元は「配下」のような立ち位置にあったが、ともに母子家庭で互いの母親同士の仲も良く、竹園は仲間内でも岩元に対して特に親身で、「体の鍛錬」として相撲を取ったり海岸線をランニングしていたりしたという。
岩元は中学校卒業後に垂水を離れて大阪の花屋に就職し、地元の仲間とは縁遠くなった。のち店主に誘われて訪れた競馬場で騎手の姿に憧れ、鹿児島県出身騎手の山下一男が所属する布施正厩舎に入門。1974年に26歳という騎手としては遅い年齢でデビューした。一方の竹園は高校卒業後に上京し、建築会社に就職。上京後に趣味として競馬にのめりこみ、毎週のように競馬場へ通うようになったが、やがて事業者として独立を目指すため競馬を断ち、1976年に建築資材を扱う会社「テイエム技研」を設立した。1982年、岩元は騎乗馬バンブーアトラスで日本ダービーに優勝する。会社のテレビで見るともなくこの競走を観戦していた竹園は、勝利騎手インタビューで画面に大写しになった岩元の姿に非常に驚き、同時に「馬主として岩元に再会したい」と思い立つ。そして1987年に馬主資格を取得すると、直後に赴いた小倉競馬場の検量室で両者は20数年ぶりに再会した。このとき岩元は竹園に「大きくなったなあ」と声を掛けたという。その後、竹園は岩元を自身の所有馬の騎手として起用をはじめる。岩元の騎手として引退レースの騎乗馬も竹園の所有馬であった。そして岩元が騎手を引退し、調教師に転身してからは2人で馬産地を回るようになり、そこで見出されたのが後のテイエムオペラオーであった。
なお、竹園は自らテイエムオペラオーを選んだように相馬眼の確かさを謳われるようになるが、竹園に馬の見方を教えたのは布施であった。テイエムオペラオーの競走馬時代には、同馬のほかにGI競走3勝のテイエムオーシャンがおり、2000年には11月26日のジャパンカップをオペラオー、12月3日の阪神3歳牝馬ステークスをオーシャンで連勝し、史上2例、個人馬主では初となる同一馬主による2週連続GI制覇を達成。また、11月11日には京都ハイジャンプ（J・GII）をテイエムダイオー、京王杯3歳ステークス（GII）をテイエムサウスポーが制し、これも史上2例目の同一馬主による1日2重賞勝利を達成した。同年の高額賞金獲得馬ランキングでは、全馬総合でテイエムオペラオー、3（2）歳部門でテイエムサウスポーが1位となった。この時期の竹園所有馬の勢いは「テイエム旋風」とも評された。
和田竜二
全戦で手綱をとった和田竜二は1998年時点でデビュー3年目の若手騎手であった。同期生に福永祐一らがおり、和田も含めて競馬学校花の12期生ともいわれたが、馬の能力に対して和田は技量不足を指摘されることもあった。テイエムオペラオー引退の翌年に行われたインタビューでは、「あのクラスの馬に乗る騎手としては、経験も力量も自分には不足していたのかな、と思うことがあります。うわべは平静を装っていても、実際はついていくのに一杯一杯でしたからね」とその心境を吐露している。竹園は和田に対して「何回もビッシリと説教した」といい、また岩元について「物凄く真面目で努力家でもある岩元は、安心して物事を任せられる人物ですが、人柄がよすぎて、あまりキツいことを言えないところもあるんです。だからそのかわりに僕が言うことにした」と述べている。なお、菊花賞後に竹園が和田の降板を求めた際に岩元は頑としてこれを容れなかったが、この出来事は岩元自身が騎手だった時代、敗戦後に馬主が「次のレースでは別の騎手を」と布施に迫ったとき、布施が「それでは、どうぞあの馬、今すぐ別の厩舎に持っていってください」と岩元を庇っていた、その恩義を守らなければならないという意識も念頭にあった。
テイエムオペラオーで勝ち続けていた最中の勝利騎手インタビューでは、「シャーッ」という雄叫びや、プロレスラー・アントニオ猪木を模した「1、2、3、ダー！」というパフォーマンスを行っていたことでも知られた。ライターの山河拓也は投票企画でテイエムオペラオーに1位票を投じた際に「鞍上は『しゃあー』とか『ダー』とか叫んでいたが」と書いているが、和田のこうした行動の背景には、「もっとテイエムオペラオーを評価して、人気を高めてほしい」という考えもあったという。
その後、和田は北海道で騎乗する機会に合わせてテイエムオペラオーと一度だけ牧場で対面したが、自身の中で「ラストランの有馬記念を勝利で締め括れなかった」という悔いも強くあり、「もう一度GIに勝って一人前の騎手になり、胸を張って会いに行きたい」との考えから、それ以降はテイエムオペラオーのもとを訪れることはなくなった。しかし以降の和田は勝利数やGII以下の重賞では一定の成績を残したものの、GI勝利に手が届かず、再び対面することは叶わないまま2018年5月にテイエムオペラオーは心臓まひで急死する。この時は和田の妻も「（GI勝ちの報告が）間に合わなかったね」と話したという。翌週に和田は牧場を訪れ、テイエムオペラオーの祭壇に花を手向けると共に、「どうにか春のうちに大きいところを勝ちたい」と決意、そしてテイエムオペラオーの四十九日前最後のGI競走であった春のグランプリ・宝塚記念を7番人気だったミッキーロケットで制し、2001年の天皇賞（春）以来、17年ぶりのGI勝利を果たした。これは奇しくもテイエムオペラオーがメイショウドトウの2着に終わった2001年の宝塚記念と同じ日付（和田の誕生日の翌日）、同じ馬番、このレースでのメイショウドトウの勝ち時計を0秒1上回る優勝であった。競走後に和田は目を潤ませながら「オペラオーが後押ししてくれた」と語った。
原口政也
調教厩務員を務めた原口政也は、1998年4月に厩務員課程を修了し岩元厩舎に配属されたばかりで、引き継ぎで牝馬を担当していたものの、5月に入厩してきたテイエムオペラオーがデビュー前から担当する初めての馬であった。高校卒業後は一時大学進学を目指したが何事も続かず、一念発起して厩務員を志し、育成牧場で4年の勤務を経て厩務員となっていた。大塚美奈による取材記では「トレセンに入れるだけでよかった」と何度も口にしたという。父親と弟も厩務員を務め、父は定年の65歳まで勤めあげたが、重賞勝利馬には縁がなかった。原口は「テイエムオペラオーは"ごほうび"の気がする。僕なりに闇が多かったから、光を当ててくれた気がする」と語っている。なお、後に原口は東京大賞典四連覇などの成績を挙げたオメガパフューム（安田隆行厩舎を経て安田翔伍厩舎）や第91回東京優駿を勝利したダノンデサイルも担当している。
杵臼牧場
生産者の杵臼牧場は、テイエムオペラオーが皐月賞に優勝した時点で繋養牝馬数18頭という中小規模の生産牧場であった。公には1959年創業だが、アラブ馬を飼養していた畑作農家からの転業で、正確にいつ頃から競走馬生産を始めたかはっきりしないという。布施と1962年から付き合いがあり、中央競馬へ行く馬についてはほとんどが布施と繋がりのある厩舎に入っていた。牧場生産の重賞初勝利馬でテイエムオペラオー以前の代表馬であったキングラナークは布施厩舎に所属し、岩元の騎手としての重賞初勝利馬でもあった。場主の鎌田信一が「雲の上の存在」と話したGI競走を、テイエムオペラオーで一挙に7つ獲得することとなった。
なお、同場所在の浦河地区は近隣牧場の結束が強く、2000年のジャパンカップ出走時には牧場仲間が杵臼牧場を訪れて「夫妻そろって観戦に行くべきだ」と進言、そうしたいと考えながらも小牧場ゆえに2人も欠ければ手が足りなくなると渋る鎌田に、仲間らは「（不在のあいだ）自分たちが牧場を手伝うから」と申し出て、夫妻を東京競馬場へ送り出したという。鎌田の妻にとっては初めての競馬場におけるレース観戦であり、また当日は独立して札幌や大阪で働いていた子供たちも呼び寄せ、家族揃っての応援であった。
テイエムオペラオー以降は長らく生産馬のGI勝利に恵まれていなかったが、2024年のフェブラリーステークスでペプチドナイルがGI競走初出走11番人気からの制覇を果たし、杵臼牧場にとって23年ぶりのGI勝利を飾った。鎌田正信共同代表は「オペラオーが走っていたときは、まだ家業を継ぐことも決めていなかったんです。オペラオーの走りを見て、家業を継ごうと背中を押してもらいました。昨年から共同代表に就任しましたし、これまでやってきた努力が報われました。感慨深いです」と目を潤ませた。

## 血統

### 血統背景
祖父サドラーズウェルズから連なる「サドラーズウェルズ系」は、スタミナ色が濃く「日本競馬に不向き」な血統との評もあるが、父オペラハウスはテイエムオペラオー以外にもGI競走4勝を挙げたメイショウサムソンなど数々の活躍馬を輩出した。また、血統評論家の吉沢譲治は特に母の父ブラッシンググルームと長距離血統の相性の良さに着目し、「すなわちブラッシンググルームの血は、自身のスピード、鋭い決め手を伝える一方で、配合相手から父系、母系に関わらずスタミナを引き出した」と論じ、テイエムオペラオーの鋭い脚はブラッシンググルームからもたらされたものだとしている（両親配合の経緯については#生い立ちを参照のこと）。

### 血統表
| テイエムオペラオーの血統                        | テイエムオペラオーの血統                     | テイエムオペラオーの血統                     | （血統表の出典）                             | （血統表の出典） |
| 父系                                            | サドラーズウェルズ系                         | サドラーズウェルズ系                         | サドラーズウェルズ系                         | [ § 2 ]          |
| 父 *オペラハウス Opera House 1988 鹿毛 イギリス | 父の父Sadler's Wells 1981 鹿毛 アメリカ      | Northern Dancer                              | Nearctic                                     | Nearctic         |
| 父 *オペラハウス Opera House 1988 鹿毛 イギリス | 父の父Sadler's Wells 1981 鹿毛 アメリカ      | Northern Dancer                              | Natalma                                      |                  |
| 父 *オペラハウス Opera House 1988 鹿毛 イギリス | 父の父Sadler's Wells 1981 鹿毛 アメリカ      | Fairy Bridge                                 | Bold Reason                                  | Bold Reason      |
| 父 *オペラハウス Opera House 1988 鹿毛 イギリス | 父の父Sadler's Wells 1981 鹿毛 アメリカ      | Fairy Bridge                                 | Special                                      |                  |
| 父 *オペラハウス Opera House 1988 鹿毛 イギリス | 父の母Colorspin 1983 鹿毛 イギリス           | High Top                                     | Derring-Do                                   | Derring-Do       |
| 父 *オペラハウス Opera House 1988 鹿毛 イギリス | 父の母Colorspin 1983 鹿毛 イギリス           | High Top                                     | Camenae                                      |                  |
| 父 *オペラハウス Opera House 1988 鹿毛 イギリス | 父の母Colorspin 1983 鹿毛 イギリス           | Reprocolor                                   | Jimmy Reppin                                 | Jimmy Reppin     |
| 父 *オペラハウス Opera House 1988 鹿毛 イギリス | 父の母Colorspin 1983 鹿毛 イギリス           | Reprocolor                                   | Blue Queen                                   |                  |
| 母 *ワンスウエド Once Wed 1984 栗毛 アメリカ    | 母の父Blushing Groom 1974 栗毛 フランス      | Red God                                      | Nasrullah                                    | Nasrullah        |
| 母 *ワンスウエド Once Wed 1984 栗毛 アメリカ    | 母の父Blushing Groom 1974 栗毛 フランス      | Red God                                      | Spring Run                                   |                  |
| 母 *ワンスウエド Once Wed 1984 栗毛 アメリカ    | 母の父Blushing Groom 1974 栗毛 フランス      | Runaway Bride                                | Wild Risk                                    | Wild Risk        |
| 母 *ワンスウエド Once Wed 1984 栗毛 アメリカ    | 母の父Blushing Groom 1974 栗毛 フランス      | Runaway Bride                                | Aimee                                        |                  |
| 母 *ワンスウエド Once Wed 1984 栗毛 アメリカ    | 母の母Noura 1978 黒鹿毛                      | Key to the Kingdom                           | Bold Ruler                                   | Bold Ruler       |
| 母 *ワンスウエド Once Wed 1984 栗毛 アメリカ    | 母の母Noura 1978 黒鹿毛                      | Key to the Kingdom                           | Key Bridge                                   |                  |
| 母 *ワンスウエド Once Wed 1984 栗毛 アメリカ    | 母の母Noura 1978 黒鹿毛                      | River Guide                                  | Drone                                        | Drone            |
| 母 *ワンスウエド Once Wed 1984 栗毛 アメリカ    | 母の母Noura 1978 黒鹿毛                      | River Guide                                  | Blue Canoe                                   |                  |
| 母系(F-No.)                                     | 4号族(FN:4-m)                                | 4号族(FN:4-m)                                | 4号族(FN:4-m)                                | [ § 3 ]          |
| 5代内の近親交配                                 | Nearco5×5=6.25%、Nasrullah4・5=9.38%（母内） | Nearco5×5=6.25%、Nasrullah4・5=9.38%（母内） | Nearco5×5=6.25%、Nasrullah4・5=9.38%（母内） | [ § 4 ]          |
| 出典                                            | 1. 2. 3. 4.                                  | 1. 2. 3. 4.                                  | 1. 2. 3. 4.                                  | 1. 2. 3. 4.      |

### 主な近親
- 又甥で半姉ビクトリーマッハの孫に2025年札幌記念の勝馬トップナイフがいる。
- 3代母River Guideの子孫には、同馬を同じく3代母として持つGaviola（ガーデンシティBCH）がいる。
- 4代母Blue Canoeから広がる一族には、Blue Canoeを3代母として持つCozzene（ブリーダーズカップ・マイル）、ブルーメンブラット（マイルチャンピオンシップ）、Colorful Vices（ダンススマートリーステークス）、ダンツダンサー（函館3歳ステークス）、ウエスタンウインド（本邦輸入種牡馬）などがいる。
- その他、近親にはFall Aspen（メイトロンステークス）がおり、Fall Aspenの産駒や牝系から出ているNorthern Aspen（ゲイムリーハンデキャップ）、Hamas（ジュライカップ）、Fort Wood（パリ大賞典）、ティンバーカントリー（プリークネスステークス）、Colorado Dancer（ポモーヌ賞）、Dubai Millennium（ドバイワールドカップ）等も近親にあたる。